# Universidad de Monterrey

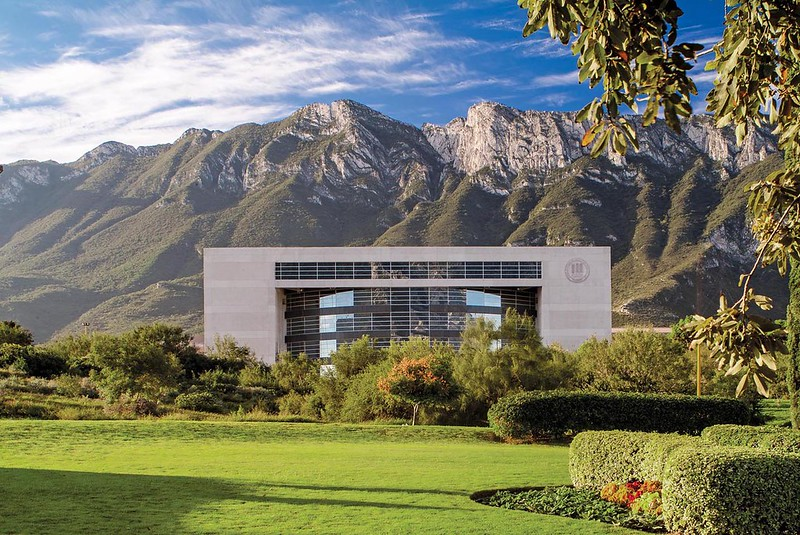
Universidad de Monterrey

La Universidad de Monterrey (UDEM) es una institución educativa privada de inspiración católica, abierta a todo credo y condición, fundada en 1969. El Campus UDEM se localiza en el municipio de San Pedro Garza García, perteneciente a la Zona metropolitana de Monterrey, Nuevo León, México.
La UDEM tiene una población estudiantil de más de 16 000 alumnos distribuidos en los diferentes campus donde se ofrecen 4 bachilleratos, 46 carreras, 16 maestrías, 13 especialidades de posgrado, 37 especialidades y subespecialidades médicas y 1 doctorado. En 2023 la UDEM se posicionó en el puesto 16 a nivel nacional y 113 en Latinoamérica del ranking de universidades de Quacquarelli Symonds (QS University Rankings: Latin America).

## Historia

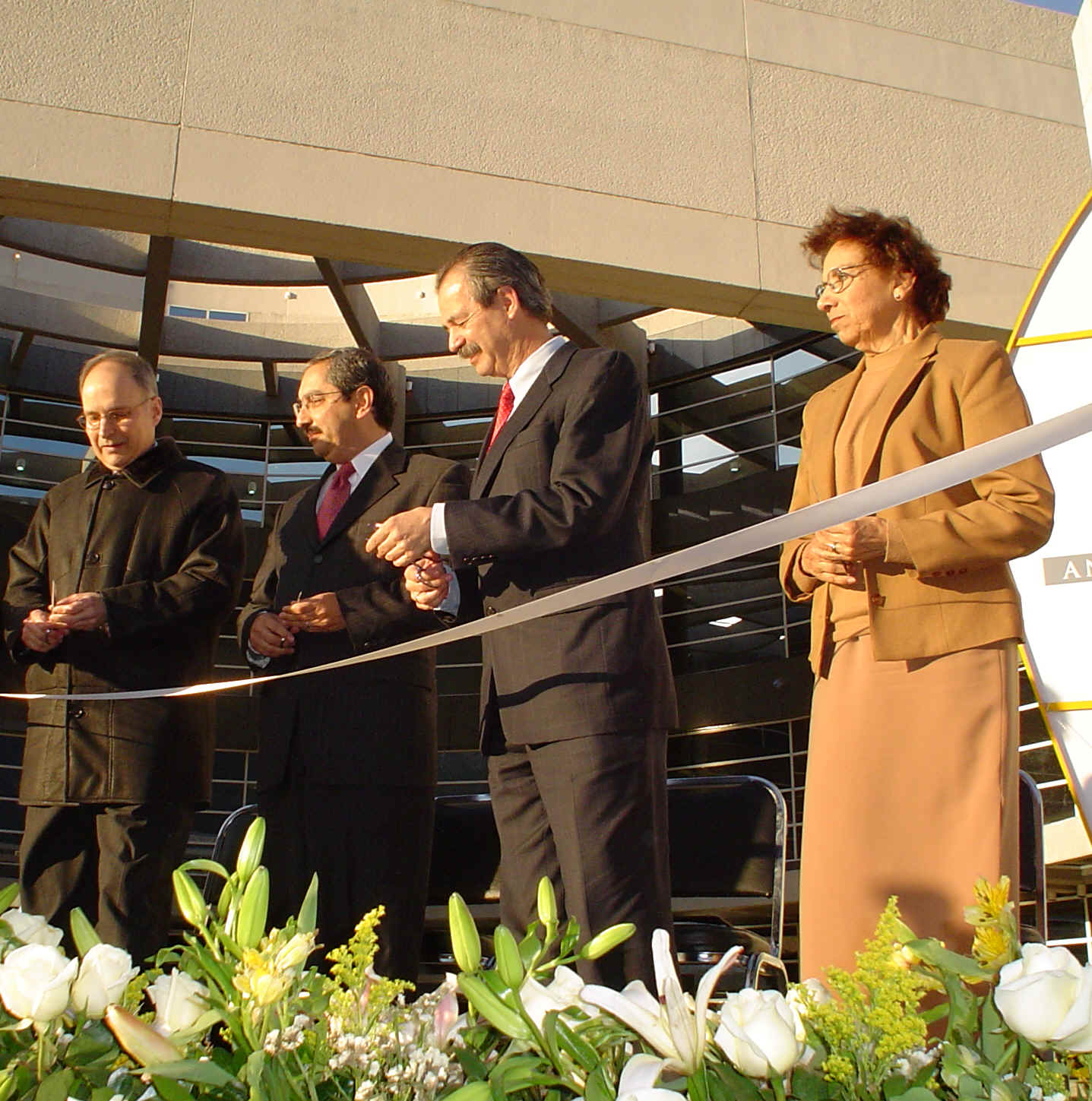
Inauguración de Rectoría con las autoridades.

La Universidad de Monterrey fue fundada por diversas congregaciones religiosas regiomontanas: Las Hijas de María Inmaculada de Guadalupe, Religiosas del Sagrado Corazón, Hermanas del Verbo Encarnado, Los Hermanos Maristas y Los Hermanos Lasallistas. Dichos grupos fundadores realizaban sus actividades en Monterrey desde inicios del siglo XX. Se origina como seguimiento a la recomendación del Concilio Vaticano II de emplear las actividades educativas como medio de difusión de los principios católicos. En 1968 se forma la asociación Fomento de Educación Superior, A. C. con el objetivo de impulsar la creación de la UDEM. El 8 de julio de 1969 la UDEM recibe el reconocimiento por parte del estado de Nuevo León de Escuela Libre Universitaria bajo el auspicio del Fomento de Educación Superior A.C. y el reconocimiento del gobernador en funciones, Eduardo A. Elizondo.
Las labores comenzaron el 8 de septiembre de 1969 con las unidades Chipinque en el colegio Mater; Gonzalitos, en el CUM; Obispado Matutino, en las instalaciones del Instituto Regiomontano; Unidad Valle, en el colegio Labastida, y Bachilleres en cada una de estas unidades, así como las del colegio Mexicano, contando con el ingeniero Enrique García Leal como rector.
Para el año 1972, la UDEM contaba con 22 programas profesionales y 3 de posgrado. Ese mismo año se crearon 7 divisiones académicas: Arte y Ciencias del Medio, Ciencias de la Educación, Ciencias Económico-administrativas, Ciencias Jurídicas, Ciencias Naturales y Exactas, Ciencias de la Salud, Humanidades y Ciencias Sociales. En 1978, por medio del Diario Oficial del Estado es autorizada para impartir educación media, superior, técnica y de posgrado. En 1979, con la finalidad de construir un campus universitario para la UDEM, un filántropo mexicano, con recursos propios, Don Roberto Garza Sada forma la asociación Desarrollo Educacional A.C. con la finalidad de comprar un terreno de 35 hectáreas y para en 1981 iniciar la construcción del campus.
En 1982 se crea la vicerrectoría de Educación Media Superior e inician las actividades de la Preparatoria Humberto Lobo. El 21 de agosto de 1998 se inauguró el edificio llamado Centro de la Comunidad Universitaria (CCU) en una ceremonia en la que estuvo presente el presidente Ernesto Zedillo. En enero de 2004 se inauguró el edificio de Rectoría donde se albergan las oficinas de Centro de Información y Atención a Alumnos (CIAA), las salas de educación continua, entre otras cosas. En septiembre de 2005 se colocó la primera piedra de Residencias en el terreno adyacente de 14 hectáreas ubicado al poniente de la Universidad. En julio de 2006 se inauguró el complejo llamado Residencias UDEM. En 2009 tras 16 años como rector, el 3 de agosto de 2009 Francisco Azcúnaga Guerra presenta su renuncia y entonces Antonio Dieck Assad ocupó el puesto de rector de la UDEM concluyendo sus funciones en 2018. Fue en enero de 2019, año en el que se celebró el 50 aniversario de la universidad, cuando Mario Páez González fue nombrado nuevo rector de la UDEM.

Identidad Universitaria
Campaña 2020
En diciembre de 2019, la Universidad de Monterrey lanzó la campaña “UDEM Inspirando tu mejor versión”.
Con la convicción de que “hay cosas que no se aprenden en la Universidad, pero sí se aprenden en la UDEM”, como invoca el tema o tagline de la campaña, esta casa de estudios busca elevar el perfil de sus egresados a través de una formación integral.
Gente UDEM
Para dar la bienvenida a los nuevos estudiantes de universidad de la Universidad de Monterrey, se lleva a cabo el Gente UDEM, un evento que es la iniciación a la vida universitaria. En Este evento, se integran con los compañeros de generación, conocen al director de carrera y a los maestros.

#### Día Troya
Para dar la bienvenida a los nuevos estudiantes del bachillerato de la Universidad de Monterrey se lleva a cabo el Día Troya, un evento lleno de dinámicas, reflexiones y un rally donde los nuevos aspirantes se integran con sus compañeros de salón, profesores y alumnos de otros semestres. Una vez “puesta la camisa”, se celebra una ceremonia donde se enciende una llama como símbolo de iniciación de la nueva generación de bachillerato.

#### Medicina: Lazo morado
Al finalizar la entrega de la constancia de estudios de los profesionistas en la salud, el director de la División de Ciencias de la Salud de la Universidad de Monterrey, dirige la ceremonia donde los egresados comparten el lazo morado que llevan sobre la estola con sus compañeros –formando una comunidad de profesionistas– con el objetivo de brindar un servicio de calidad y excelencia a quienes necesitan de su profesión.

#### Enfermería
Al concluir los estudios de la Licenciatura en Enfermería (LEN), se realiza un rito llamado Paso de la luz el cual consiste en encender una flama que se pasa de mano en mano por cada uno de los graduados de LEN como símbolo de los compromisos de atención, cuidado y renovación continua. Este rito recuerda la labor de Florence Nightingale, pionera de la enfermería moderna que aplicó los primeros conceptos básicos de higiene, ventilación, iluminación y separación de pacientes según su enfermedad.

#### La Campana

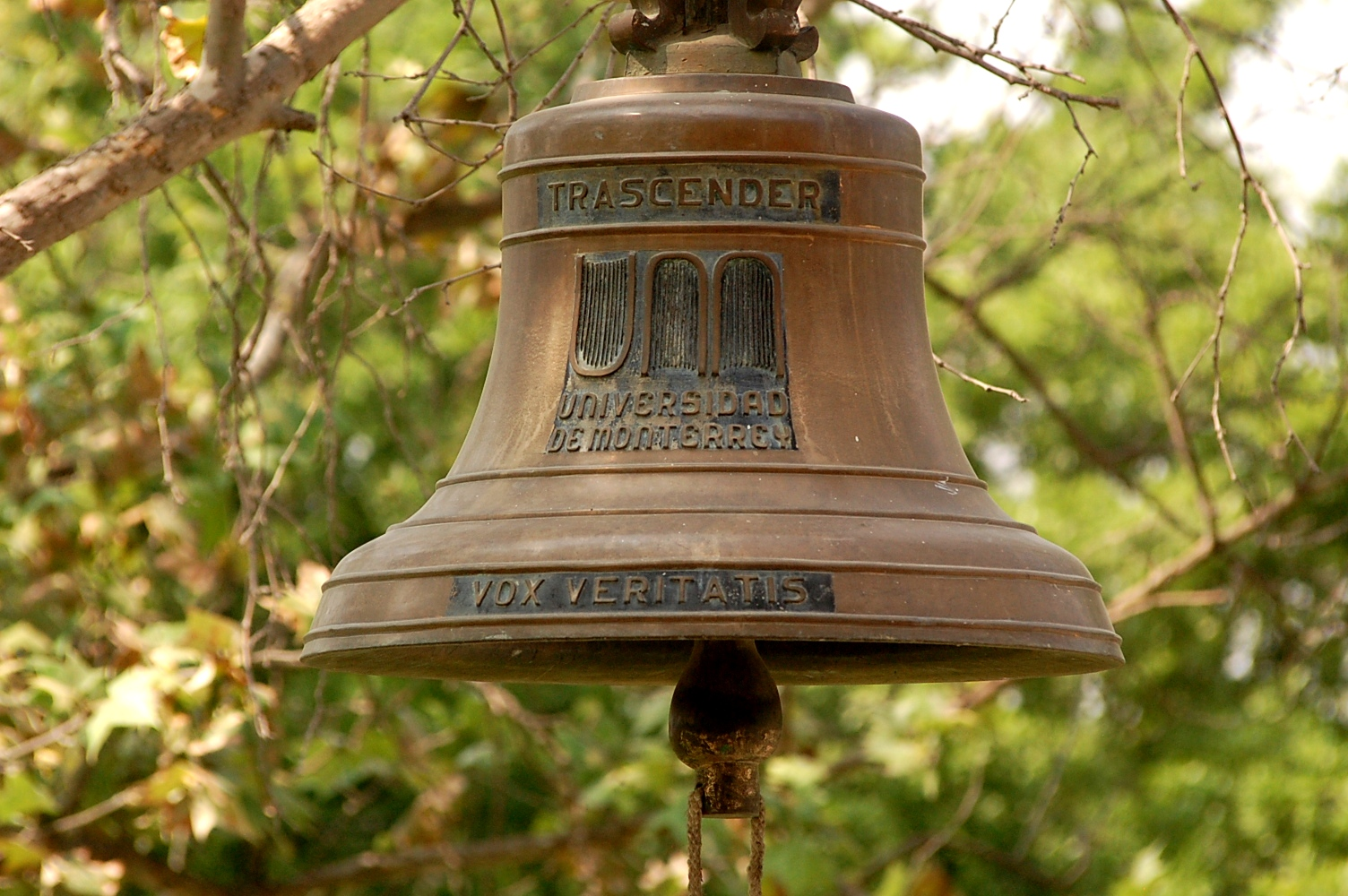
La Campana "Vox Veritatis" mide 75 cm en su parte más ancha y 52 cm de altura.

Ideada por el entonces vicerrector de Desarrollo, Adalberto Viesca Sada (✝), y tocada por primera vez en 1999; La Campana: Vox Veritatis (Voz de la Verdad) se convirtió en un símbolo de compromiso ante la Verdad, la Justicia y la Honestidad. Una vez que sea aprobado el Proyecto de Evaluación Final (PEF), el egresado toca tres veces la campana anunciando su responsabilidad con la sociedad fomentado la paz y la verdad.

#### El Fuego
El rito del fuego o Lumen Scientiae es una actividad que se realiza para los futuros ExaUDEM, el cual forma parte del evento Punto de Encuentro. Este rito se lleva a cabo cada semestre para brindar una conclusión a los años universitarios, mediante la reflexión sobre las experiencias vividas, aprendizajes obtenidos y que termina con este rito final.
La dinámica de Lumen Scientiae consiste en que un grupo de alumnos encienden con antorchas un pebetero, lo cual simboliza la luz del conocimiento que se traspasa mano a mano entre los alumnos próximos a graduarse.

#### ExAlumnos: Los Hilos

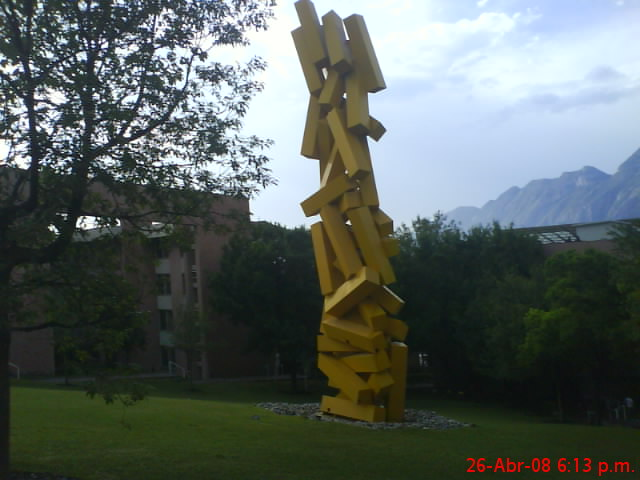
Las Papas

Este rito forma parte del evento Punto de Encuentro que se realiza en el Jardín Fundadores donde maestros y futuros ExAlumnos se integran para entretejer una red de historias con el propósito de reflexionar sobre cómo cada acción influye en la sociedad que los rodea. Al finalizar, el gran lazo se pone a la custodia del vicerrector de Desarrollo en turno.

#### Papas Entropía
Debido a la importancia de la Entropía como signo emblemático, se crearon las “Papas Entropía” en la cafetería de Rectoría donde más de 50 alumnos las piden diariamente.

## Logotipo
El primer logotipo de la UDEM fue creado por Ignacio Villarreal Junco, el cual está compuesto de 3 libros y una tipografía con el nombre de la universidad. El color amarillo simboliza la luz del conocimiento, sensibilidad e intuición de acuerdo a su creador.
En el 2002 se le agregaron a los tres libros, dos círculos concéntricos que contienen la frase en latín “El hombre sólo se realiza al servicio del hombre” (Homo hominis in servitio perficitur) que corresponde a uno de los principios de la universidad, además de un ramillete de laureles en la parte inferior, que simboliza los triunfos de sus egresados. En su 33 aniversario el logotipo y diseño de identidad de la UDEM fue renovado por la agencia de diseño y publicidad Brands&People con el propósito de reflejar la solidez y fortaleza logrados en su historia.

## Campus
La UDEM cuenta con un solo campus universitario ubicado en los límites de San Pedro Garza García y Santa Catarina, Nuevo León, México y cuenta con cerca de 162 000 metros cuadrados de áreas verdes y 2200 árboles que ofrecen sombra y descanso. Para la impartición de clases y el desarrollo de los alumnos existen 225 salones de profesional, bachillerato y posgrado, al igual que 700 computadores que están distribuidas en los laboratorios de Ingeniería, Diseño, Idiomas y Sala General de Biblioteca. Sin embargo cuenta también con tres unidades para los estudios de preparatoria del sistema Prepa UDEM, estas unidades son la Unidad San Pedro (USP) ubicada en los límites del campus universitario, la Unidad Valle Alto (UVA) ubicada en La Estanzuela, Monterrey, Nuevo León, México y la Unidad Fundadores (UFU) ubicada en Escobedo, Nuevo León, México. A partir del 2011 se incorporó la Unidad Obispado que antes ocupaba el colegio Motolinia para albergar el bachillerato técnico; además los programas de Enfermería se imparten en el hospital Christus Muguerza Conchita; el 28 de noviembre de 2011 fue inaugurado el Centro de Innovación en Diseño de Empaque, ubicado en el Parque de Investigación e Innovación Tecnológica, (PIT) en Apodaca, Nuevo León.

### Transporte
La universidad tiene 3671 cajones de estacionamiento para que los estudiantes, maestros, colaboradores y visitantes utilicen. Para aquellos que no cuentan con carro propio existe el Directo UDEM que transporta a aproximadamente 650 alumnos de su casa a la universidad y los Taxis Seguros UDEM.

### Centro Roberto Garza Sada (CRGS)
El Centro Roberto Garza Sada (CRGS), nombrado en honor a Roberto Garza Sada, fue diseñado por Tadao Andō, uno de los arquitectos más reconocidos en el mundo y galardonado con el premio Pritzker en 1995. La inversión final de la obra ronda los 45 millones de dólares, siendo la principal benefactora Márgara Garza Sada de Fernández, hija de Roberto Garza Sada.

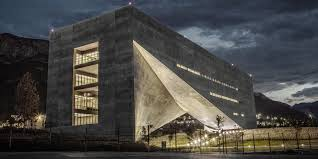
CRGS

La obra arquitectónica, bautizada por su autor como la "Puerta de la Creación" (Gate of Creation), fue oficialmente inaugurada el 29 de abril de 2013 en presencia del arquitecto japonés, Márgara Garza Sada de Fernández, el gobernador en cargo, Rodrigo Medina de la Cruz, el expresidente municipal de San Pedro Garza García, Mauricio Fernández Garza, entre otras personalidades empresariales, políticas y académicas. La idea de esta obra es inspirar a través de la estética del edificio. El autor quiso responder al desafío de la montaña que se encuentra en el fondo, de alguna forma inspira a los estudiantes a cruzar la puerta y trascender. Transmite por medio del arte la educación que tenía don Roberto Garza Sada, benefactor de la UDEM.
Este edificio cuenta con 1300 metros cúbicos de concreto cuyo color gris está en armonía con los tonos de la Huasteca y tiene 13 115,48 metros cuadrados de construcción, distribuidos en espacios para el diseño, investigación, docencia y exhibición, así como 22 laboratorios y talleres los cuales los estudiantes de diseño pueden utilizar. · Actualmente, cuenta con la Certificación LEED en su nivel “Plata”, otorgada por el U.S. Green Building Council (USGBC), con la cual se convirtió en la primera obra de Tadao Ando que recibe una certificación mundial de sostenibilidad.

### Rectoría

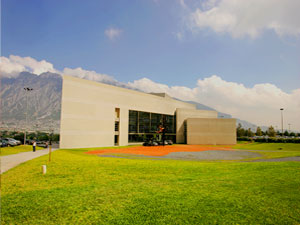
Edificio de Rectoría.

En septiembre de 2001, previo a una planeación de 10 años inició la construcción del edificio de Rectoría en un terreno de 8400 metros cuadrados, con el objetivo de ofrecer mayores servicios a la comunidad y fue inaugurado en el 2003. La construcción estuvo a cargo del arquitecto Bernardo Hinojosa quien obtuvo el Premio Nacional Obras Cemex 2004, en la Categoría de Diseño Institucional y en la Categoría de Construcción Institucional.
El edificio cuenta con las Vicerrectorías de Educación Superior, Media Superior y Formación Integral, de igual manera se encuentra un espacio de Desarrollo y Administración. Aunado a esto existe una Sala de Consejo. La construcción tuvo un costo de 82 100 000 pesos, producto de una campaña financiera de donaciones.
La Serpentina, es la escultura ubicada en la plaza Central del edificio de Rectoría, creada por el tapatío Fernando González Gortázar .Es una obra de 10 metros de altura y siete toneladas de peso, que recrea con sus formas la alegría de la juventud con sus colores rojo como el humano, cálido y como una flama escondida que se vierte y despliega hacia el exterior.

### Centro de la Comunidad Universitaria (CCU)

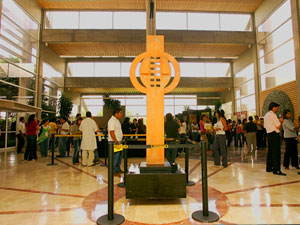
Escultura "El Hombre" en CCU

Inaugurado en 1999 por el entonces presidente Ernesto Zedillo, brinda herramientas para una formación integral con los departamentos de Difusión Cultural, Pastoral Universitaria, y a los centros de Liderazgo Estudiantil y para la Solidaridad, Filantropía y Educación, que buscan complementar y enriquecer la educación.
“El Hombre”, hecha por el escultor oaxaqueño Rufino Arellanes Tamayo, se encuentra ubicada en el Centro de la Comunidad Universitaria (CCU) como símbolo institucional de la Universidad. “El hombre es el origen, centro y fin de la cultura” frase que distingue a la figura como refuerzo simbólico de los valores universitarios, considera al ser humano como el núcleo esencial de cualquier expresión cultural. Mixta metal, 2.30 x 90 cm.
"El árbol de la comunidad" es una escultura creada por Jorge Elizondo, se encuentra ubicada en el CCU como símbolo que trasciende a través del tiempo y da pie a que generaciones actuales y venideras a conozcan de personas e instituciones que creyeron en el proyecto educativo de la UDEM. El Árbol de la Comunidad es llamado por su autor Jorge Elizondo: “La Hamburguesa”,
por parecer un pan con ajonjolí.

### Biblioteca
En 1987 se conformó el Sistema de Bibliotecas de la Universidad de Monterrey, el cual está hoy constituido por una Biblioteca Central y tres bibliotecas departamentales. La Biblioteca UDEM cuenta con 44 convenios directos con instituciones locales y nacional, un total de 631,103 volúmenes de libros, videos y libros electrónicos, así mismo como una colección de 408,589 revistas reconocidas globalmente impresas y electrónicas, una base de datos con 23,234 títulos de revistas y textos compartidos con EBSCO, ProQuest, Wilson, Infolatina, Britannica, Ocenet, Gale y Routledge. Además, en un espacio de la biblioteca se almacenan documentos y mapas de la época virreinal.
La Sala General de Biblioteca cuenta con 100 computadoras que tienen sus aplicaciones almacenadas en un servidor programado. De igual manera, existe el Centro de Estudios Históricos que tiene alrededor de 100 mapas de la región noreste de México y el sur de Estados Unidos de entre los años 1601 y 1800. Los colaboradores que trabajan en la biblioteca central de la UDEM
cuentan con estudios especializados en Bibliotecología.
Destacan colecciones especiales de diversos organismos:
- Colección Xavier Moyssén sobre historia del arte mexicano (área restringida)
- Biblioteca depositaria de INEGI
- Biblioteca depositaria de UNESCO - International Institute for Educational Planning
- Comodato con la Biblioteca de la Sociedad Nuevoleonesa de Historia, Geografía y Estadística de Nuevo León

### Entropía
Es una escultura de 36 prismas de acero inoxidable que se ubica en el jardín fundadores, fue creada por Jorge Elizondo en el año de 1996 con el fin de demostrar la medida del grado de desorden de los elementos de un sistema cerrado. Es también un símbolo del compromiso de quienes trabajan en la Universidad, formada por muchas piezas aparentemente desconectadas pero que juntas forman un nuevo todo.

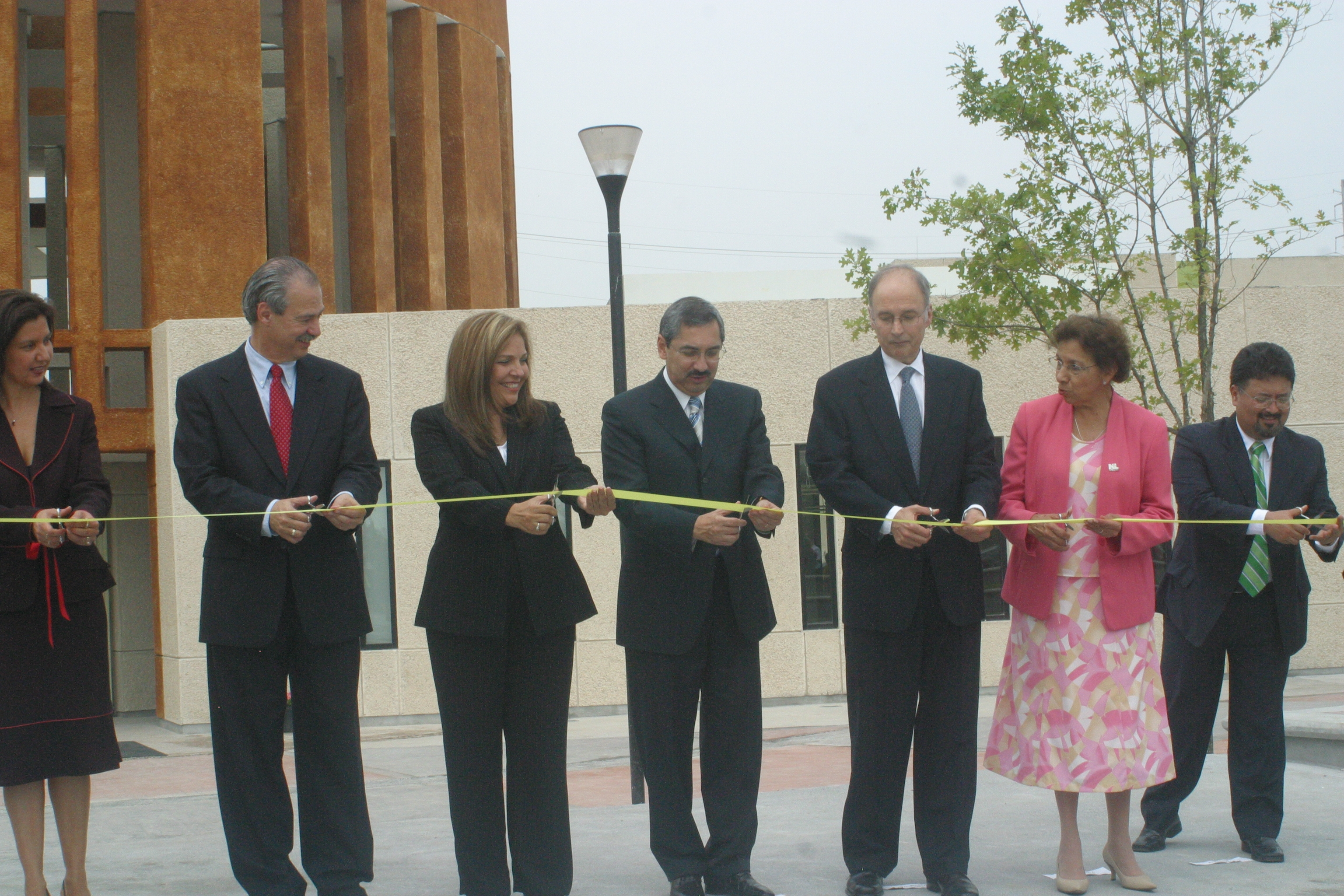
Inauguración de Residencias UDEM con autoridades.

### Residencias UDEM
Inauguradas en 2006 tras 13 meses de trabajo y 270 millones de pesos en presupuesto, cuentan con un terreno de 14 hectáreas donde foráneos y extranjeros conviven un ambiente cercano y seguro.
Asesorados por directivos de las universidades Harvard, Yale, Loyola y la Universidad de las Américas (UDLA), y con benefactores como la arquitecta Jane Wright de la mundialmente prestigiada firma de arquitectura Hanbury Evans Wright Vlattas, se logró construir estas instalaciones que albergan hasta 450 estudiantes de la Universidad de Monterrey.

### ESTOA
El edificio es un espacio con el que la UDEM busca enriquecer la vida estudiantil, mejorar la experiencia de su comunidad y contribuir a la generación de espacios públicos y de convivencia familiar en la zona.
Tiene una ubicación privilegiada al poniente del campus que, conectada con la gran plaza todavía y, junto al Centro Roberto Garza Sada de Arte, Arquitectura y Diseño, fungen como la nueva entrada principal a la Universidad.
Estoa deriva del nombre del estoicismo, pues en ella el filósofo Zenón de Citio impartía sus enseñanzas a sus discípulos en Atenas.

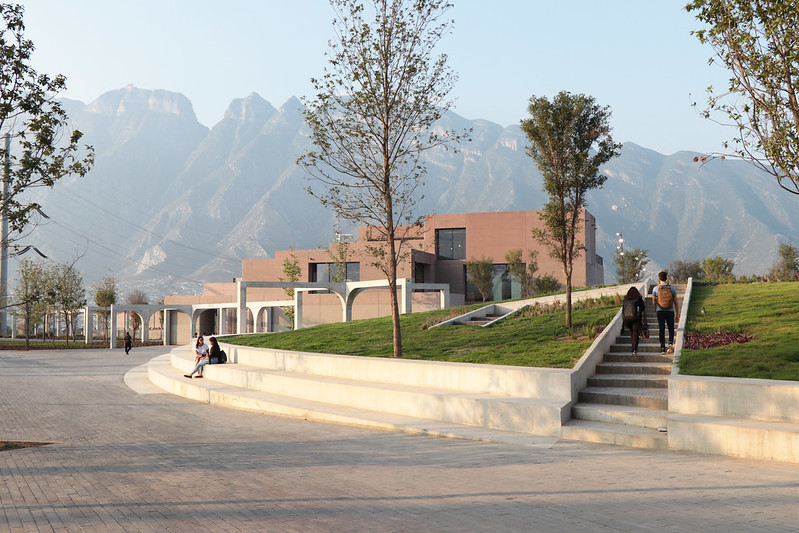
Edificio ESTOA

El espacio de reflexión, que servía de aula de conocimiento a los círculos filosóficos, era también un atrio de acceso a los edificios importantes; era un espacio público exterior techado, con desniveles que servía para cubrirse del sol.

### El Solar

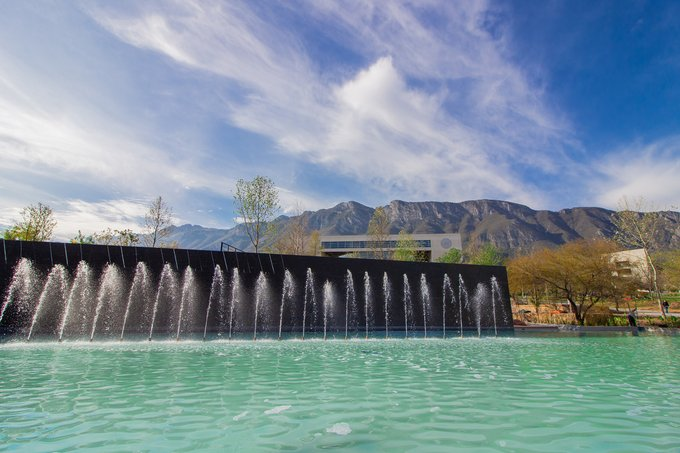
El Solar

Abarca la construcción de una plaza Sur, actualmente en uso y una plaza Norte o plaza Cultural –en el lado poniente del proyecto−, que juntas representan 7900 m² para el encuentro y convivencia de la comunidad UDEM, adicionalmente al área de la cañada −el lado oriente.
Con este espacio, la Universidad de Monterrey ha dado continuidad a la transformación de su campus como infraestructura sostenible a través de la recuperación de zonas arboladas en donde antes había estacionamientos.
El campus UDEM cuenta con un proyecto que integra vegetación de la región, diseño de vialidad peatonal de acuerdo con las diferentes necesidades y una cañada que incluye un espejo de agua y una ermita para la reflexión.

## Preparatorias

### Unidad Valle Alto
Destacada por su privilegiada ubicación, se posiciona como la prepa ecológica de México tras ser reconocida en el 2005-2006 AIA Comité on Architecture for Education Award, el principal de su tipo otorgado por el American Institute of Architects. La UVA es ganadora de siete premios de ecología por la protección de flora y fauna, y lleva como enfoque una alta exigencia académica sin desatender la unión y el servicio por los demás. Cuenta con aproximadamente 1000 alumnos. Cuenta con 3 diferentes tipos de bachillerato; Bicultural, Multicultural y Internacional (IB). 

### Unidad San Pedro

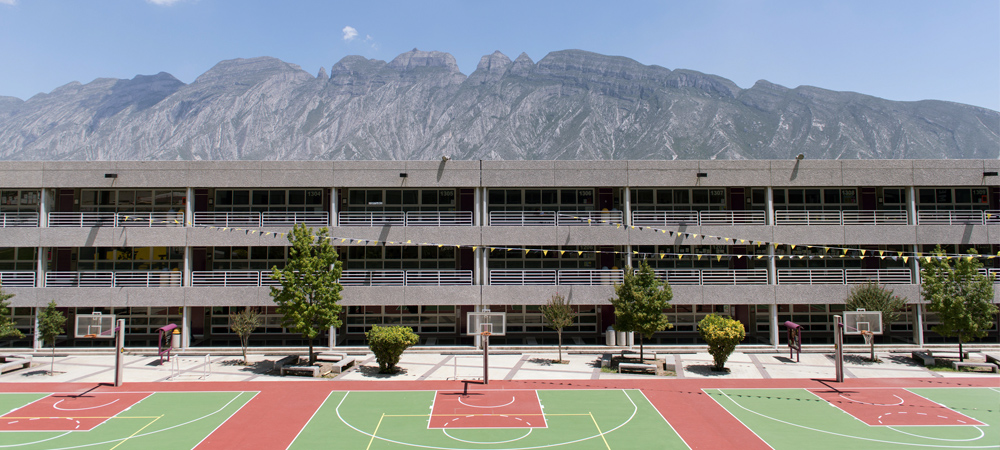
Panorámica de la Preparatoria UDEM Unidad San Pedro

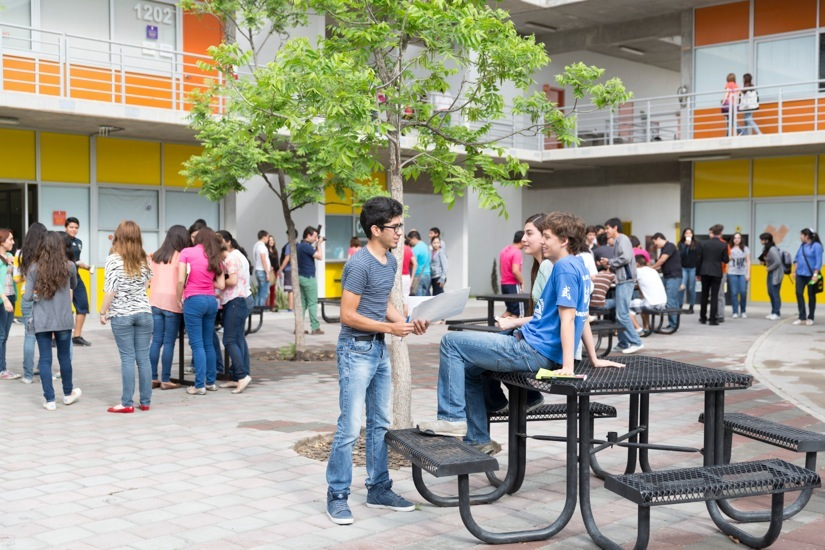
Estudiantes en las instalaciones de la Prepa Unidad Fundadores

Inaugurada en 1995 y ubicada en el sur del campus universitario, tiene un enfoque multicultural y una alta exigencia académica; ofrece un programa, llamado Bachillerato Internacional (BI), que combina ciencias y humanidades. La USP se colocó, en la Evaluación Nacional Enlace, dentro del tres por ciento de las mejores escuelas de México en el 2012, y comparta las instalaciones del profesional de la Universidad de Monterrey.

### Unidad Fundadores
Ubicada en los límites de San Nicolás y Escobedo, se sumó a la familia UDEM el 6 de agosto del 2007 con 62 alumnos de primer ingreso con el fin de responder a la alta demanda de la zona norte del área metropolitana. Con capacidad física para recibir a 600 alumnos, ofrece programas de bachillerato general, bilingüe, bicultural e internacional, además de que sus estudiantes se destacan por sus altos resultados en exámenes nacionales. Esta preparatoria, que distingue por su ambiente familiar y su vínculo entre alumnos y maestros, fue la tercera preparatoria UDEM y su nombre rinde homenaje al grupo de empresarios y las cinco congregaciones religiosas que fundaron la institución.

### Unidad Obispado
Tiene el objetivo de brindar educación de calidad a un costo accesible, y transformándose de Bachillerato Tecnológico (BET) a Bachillerato General (BG) en el 2013, resalta por la excelencia de sus alumnos. A mediados de julio de 2011, y por primera vez en 24 años, se reubicaron sus instalaciones desde entonces son exclusivas; antes compartía el espacio con el Centro Universitario de Monterrey (CUM). Su oferta académica incluye Contabilidad, Imagen Publicitaria, Analista de Sistemas y Ventas Estratégicas, buscando ampliar la oferta académica y el mercado de la UDEM.

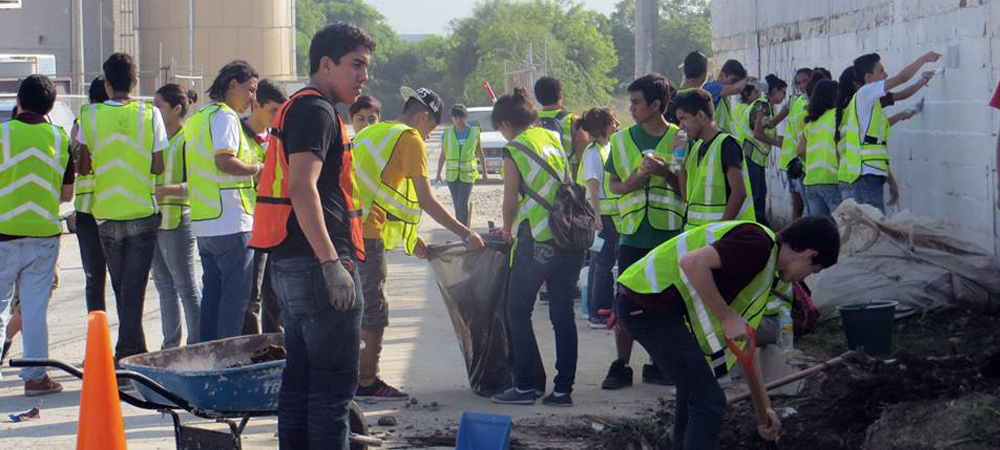
Estudiantes de profesional apoyan en el mejoramiento de las instalaciones de la Prepa Politécnica

### Politécnica Santa Catarina
Proyecto social y educativo de la institución en donde, desde el 2006, la Secretaría de Educación de Nuevo León, el Municipio y la UDEM unieron fuerzas. Pretendiendo ofrecer un programa de estudios enfocado al desarrollo de habilidades técnicas cuya demanda va en aumento en las empresas de la región, permite elegir entre especialidades como mantenimiento electrónico y computacional, soporte en servicios de telecomunicaciones y redes, administración de bases de datos y desarrollo de páginas de internet, entre otras. Tiene un récord nacional y estatal de un 95 por ciento de retención de alumnos, y sus maestros son en su mayoría estudiantes de profesional que con actitud de servicio motivan y capacitan a alumnos y buscan generar una plataforma de crecimiento mutuo.

## Monumentos

### “Las Papas” Entropía (1994)
La escultura emblemática se ubica en el Jardín Fundadores, su autor es Jorge Elizondo, escultor mexicano reconocido también por su participación en exposiciones en Estados Unidos, Suiza y Alemania.
La obra está formada por 36 prismas de acero inoxidable interconectadas en diferentes posiciones dando sentido a todos los integrantes unidos con el mismo soporte de la UDEM. Fue hecha con el fin de demostrar la medida del grado de desorden de los elementos de un sistema cerrado. Es también un símbolo del compromiso de quienes trabajan en la Universidad, formada por muchas piezas aparentemente desconectadas pero que juntas forman un nuevo todo.
“Las Papas” representa por su altura la escala hacia el cielo, como un símbolo de lo humano y lo divino y su significado es el de motivar sobre cómo cada pequeña acción realizada adquiere una proporción mayor al integrarse a un nuevo todo.

### Serpentina (2004)
Es un monumento de acero de 10 metros ubicada en la Explanada de Rectoría realizada por Fernando González Gortázar, arquitecto, paisajista y escultor reconocido en México y en el extranjero.
Su peso aproximado es de 7 toneladas y sus listones de acero representan flexibilidad en un estado de movimiento permanente.
Simboliza la juventud y la fuerza de sus estudiantes quienes dan vida a la Institución y la importancia de tomar decisiones sólidas para alcanzar los ideales.
La obra está conformada por dos partes: la interna que es un tubo de casi 80 centímetros de espesor, color ojo que es el corazón de la obra que simboliza una flama y la parte externa unos espirales salen de distintos puntos para simbolizar la alegría de la juventud.

### Forjadores de futuro (2008)
Ubicada frente a plaza Cívica, se encuentra un conjunto de cuatro esculturas, la de Imaginando Sueños está representada por dos jóvenes que vuelan su imaginación con la lectura y se apoyan con otros para soñar con un mejor futuro.
La segunda obra de este conjunto es Construyendo Sueños hace referencia a que estos se hacen realidad si se transforman en acciones, lo que significa que el mañana que se sueña se construye hoy.
Alzando Sueños es la tercera parte que inspira que para alcanzar los grandes logros debe haber perseverancia.
La última parte de este grupo escultórico se denomina Forjadores que simboliza que al unir espacios, tiempos y realidades se alcanza un mejor futuro.
Esta obra es de Luis Felguérez fino artesano mexicano que participó en exposiciones en los Estados Unidos y México.

### Corredor de las banderas (2009)
Es un pasillo con 40 astas cada una con una bandera que representa la internacionalización de la universidad a través de las oportunidades de intercambio, de maestros y alumnos.
También recuerda la diversidad cultural con la que cuenta la UDEM. Fueron colocadas por motivo del 40 aniversario de la UDEM y están ubicadas entre el Centro de la Universidad (CCU) y el edificio de Residencias, de DIPI (Dirección de Programas Internacionales) una idea de la Lic. Brenda García.

### Homenaje a Escher (2004)
Ubicada en Rectoría, la escalera forma parte de un grupo escultórico, su autor es Rogelio Madero reconocido en todo el mundo, con amplia experiencia en el campo del diseño y Bernardo Hinojosa arquitecto miembro de Número de la Academia Nacional de Arquitectura y miembro Internacional Asociado del American Institute of Architects (AIA).
Lo representativo de esta escalera es que tiene cuatro esculturas con forma humana de color amarillo, dos hombres y dos mujeres hechas de resina reforzada con fibra de vidrio, éstas se encuentran de cabeza que simboliza las maneras en las que se pueden observar las situaciones y también al estudiante que se detiene a pensar y reorganizar su camino hacia la cima.

### Mural de Canales (2001)
Cada cuadro de esta obra de mosaico que mide 10 metros representa las virtudes adquiridas en la práctica deportiva UDEM y simboliza los valores como el trabajo en equipo, la amistad, salud y exactitud.
Se encuentra ubicada en el Área Deportiva y fue realizada por Enrique Canales, tecnólogo, escritor y pintor quien participó en galerías como Museo del Vidrio de Monterrey, Arte Actual Mexicano de Monterrey, Museo de Monterrey, entre otras.

### El árbol de la comunidad (1998)
Este monumento está compuesto por más de 600 manos de acero las cuales fueron esculpidas por Jorge Elizondo, escultor mexicano, cada mano representa a un benefactor que contribuyó a crear el lugar donde se encuentra esta obra denominado el Centro de la Comunidad Universitaria.
El donativo lleva el nombre de cada uno de los benefactores en un pequeño puño representado con una semilla, para tener como fruto profesionistas bien preparados.

### El hombre (1999)
Otra escultura que se encuentra en el Centro de la Comunidad Universitaria, representa al ser humano y contiene 12 rayos que significan los valores de la comunidad UDEM, su autor es Rufino Tamayo, reconocido como uno de los mejores pintores mexicanos; ganador de muchos premios importantes, entre ellos el Premio Nacional de Artes en 1964 y miembro honorario del Colegio Nacional en 1991.
Esta obra da a conocer que el hombre es origen, centro y fin de la cultura representando la integridad de las personas que inspira al servicio a los demás.

### Teorema Lunar (2019)

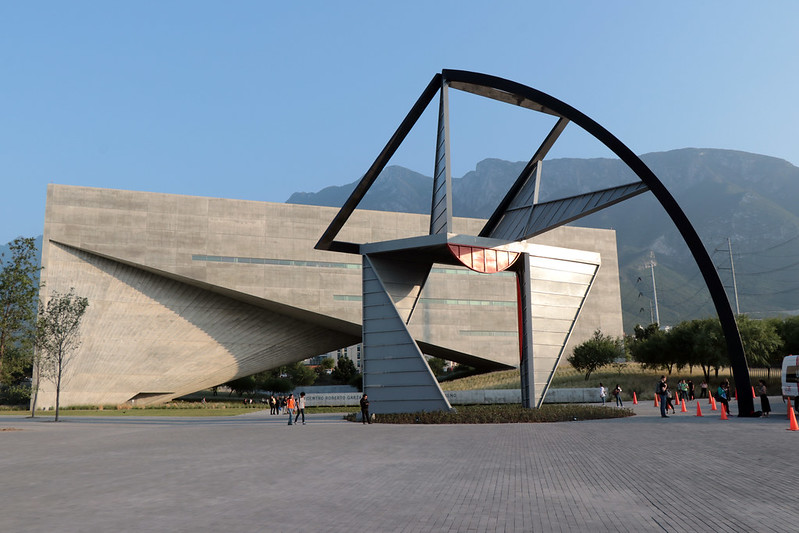
Teorema Lunar UDEM

Erguida, en rojo y gris, frente al sol poniente, Teorema lunar, la obra de acero creada por Manuel Felguérez con la rigurosidad de una proposición matemática, está ubicada en la plaza de la Estoa, la nueva puerta de entrada a la Universidad de Monterrey.
En el marco del 50 aniversario de la fundación de la UDEM, la escultura conformada por 12 piezas que casi alcanzan los 20 metros de alto y 38 toneladas de peso fue inaugurada en mayo de 2019.
La inauguración de la obra creada por el artista plástico zacatecano se realizó con la presencia de Álvaro Fernández Garza, presidente del Consejo de la UDEM, el rector Mario Páez González y el propio autor, acompañado por su esposa, Mercedes Oteyza.

Alrededor de 1982 la obra monumental de Felguérez se instaló frente al complejo industrial Akra – Nylon de México, para dar una identidad a la zona, en La Leona, sobre la avenida Díaz Ordaz, donde permaneció hasta 2009, cuando el corporativo vendió los terrenos de la planta.
|                    |
| Las Papas Entropía |

|                       |
| Serpentina (Rectoría) |

|                      |
| Forjadores de Futuro |

|                          |
| Corredor de las banderas |

|                           |
| Centro Roberto Garza Sada |

|                          |
| El árbol de la comunidad |

|                          |
| El hombre, Rufino Tamayo |

|                  |
| Mural de Canales |

|                    |
| Teorema Lunar UDEM |

## Oferta educativa
La UDEM ofrece hasta la fecha(2022): 4 bachilleratos, 47 carreras profesionales y 31 especialidades médicas. Además los estudiantes cuentan hoy con 671 opciones de intercambio en 56 países, de las cuales, el 24% son con universidades incluidas entre las mejores 500 del mundo.
En la UDEM existen 6 escuelas donde estudiar a nivel profesional, como los son:

### Escuela de Arte, Arquitectura y diseño

#### Carreras
- Animación y Efectos Digitales (LAED)
- Arquitectura (ARQ)
- Diseño Gráfico(LGD)
- Diseño de Interiores (LINT)
- Diseño Industrial (LDI)
- Arte (LA)
- Diseño de Moda (LDM)
- Ingeniería en Innovación Sustentable y Energía (IISE)

#### Posgrados
- Maestría en Arte y Diseño de Videojuegos (MADV)
- Maestría en Arquitecturas Avanzadas (MAA)
- Maestría en Diseño Gráfico (MDG)
- Maestría en Diseño de Desarrollo de Envase y Embalaje (MDDEE)
- Especialidad en Diseño Editorial y Publicitario (EDEP)
- Especialidad  en Diseño de Mercadotecnia Electrónica (EDME)

### Escuela de Ciencias de la Salud

#### Carreras
- Ingeniería Biomédica (IBI)
- Licenciatura en Nutrición (LNU)
- Licenciatura en Psicología Clínica (LPSC)
- Médico Cirujano Dentista (MCD)
- Licenciatura en Enfermería (LEN)
- Licenciatura en Psicología (LPS)
- Licenciatura en Psicología de Trabajo y las Organizaciones (LPT)
- Médico Cirujano Partero (MCP)

#### Posgrados
- Especialidades en Psicología
- Maestría en Psicología Clínica
- Especialidades y Subespecialidades médicas: Cuenta con 19 alternativas de especialización en el área de medicina.
- Posbásicos en Enfermería: Cuenta con 10 alternativas de especialización en el área de enfermería

### Facultad de Educación y Humanidades

#### Carreras
- Licenciatura en Ciencias de la Educación (LED)
- Licenciatura en Letras (LLE)
- Licenciatura en Filosofía (LFL)
- Licenciatura en Producción Cinematográfica Digital (LPCD)
- Licenciatura en Ciencias de la Información y la Comunicación (LCIC)
- Licenciatura en Estudios Humanísticos y Sociales (LEHS)
- Licenciatura en Psicopedagogía (LPP)

#### Posgrados
- Especialidad en Educación Temprana y Preescolar (EETP)
- Especialidad en Multiculturalidad y Equidad (EMUE)
- Especialidad en Neuropedagogía y Didáctica (ENDI)
- Especialidad en Intervención Educativa y Atención a Necesidades Especiales (EIEA)
- Especialidad en Innovación Educativa y Gestión de Ambientes Virtuales (EIEG)
- Especialidad en Dirección, Liderazgo y Aprendizaje Organizacional (EDAO)
- Maestría en Ciencias de la Educación (MED)
- Maestría en Humanidades (MHU)
- Doctorado en Educación (DEDU)

### Facultad de Derecho y Ciencias Sociales

#### Carreras
- Licenciatura en Ciencia Política y Gobernanza (LPG)
- Licenciatura en Derecho y Función Pública (LDFT)
- Licenciatura en Derecho (LDE)
- Licenciatura en Derecho y Finanzas (LDFN)
- Licenciatura en Relaciones Internacionales (LRI)

#### Posgrados
- Especialidad en Derecho Energético (EDE)
- Especialidad en Elaboración y Gestión de Proyectos de Cooperación Internacional
- Especialidad en Juicios Orales (EJO)
- Maestría en Cooperación Internacionales y Resolución de Conflictos
- Maestría en Derecho de la Empresa (MDE)
- Maestría en Derecho Fiscal (MDF)

- Doctorado en Derecho (DDE)

### Escuela de Ingeniería y Tecnologías

#### Carreras
- Ingeniería Civil y Ambiental (ICA)
- Ingeniería en Gestión Empresarial (IGE)
- Ingeniería en Tecnologías Computacionales (ITC)
- Ingeniería Industrial y de Sistemas (IIS)
- Ingeniería Automotriz (IAUT)
- Ingeniería en Mecatrónica (IMT)
- Ingeniería en Robótica y Sistemas Inteligentes (IRSI)
- Ingeniería Mecánica Administrativa (IMA)

#### Posgrados
- Maestría en Gestión de la Ingeniería (MGI)
- Maestría en Ingeniería Industrial y de Sistemas (MIIS)
- Maestría en Ingeniería del Producto (MIP)

### Escuela de Negocios

#### Carreras
- Licenciatura en Contaduría y Finanzas (LCF)
- Licenciatura en Dirección Estratégica del Capital Humano (LDCH)
- Licenciatura en Mercadotecnia Internacional (LMI)
- Licenciatura en Negocios Globales (LNG)
- Licenciatura en Creación de Negocios e Innovación Empresarial (LCIE)
- Licenciatura en Dirección y Administración de Empresas (LDAE)
- Licenciatura en Economía (LEC)
- Licenciatura en Finanzas Internacionales (LFI)
- Licenciatura en Mercadotécnica y Estrategia Creativa (LMEC)
- Licenciatura en Gestión e Innovación del Turismo (LGIT)

#### Posgrados
- Especialidad en Especialidad en Gestión del Cambio Organizacional (EGCO)
- Especialidad en Finanzas (EFI)
- Especialidad en Estrategias de Mercadotecnia y Comercialización (EMCO)
- Maestría en Administración (MBA)
- Maestría en Desarrollo Organizacional (MDO)
- Maestría en Desarrollo Organizacional y Cambio (MDOC)
- Maestría en Gestión de Hospitales y Servicios de Salud (MGHS)

## Aportaciones al conocimiento

### Desarrollan gel antiviral que previene VIH

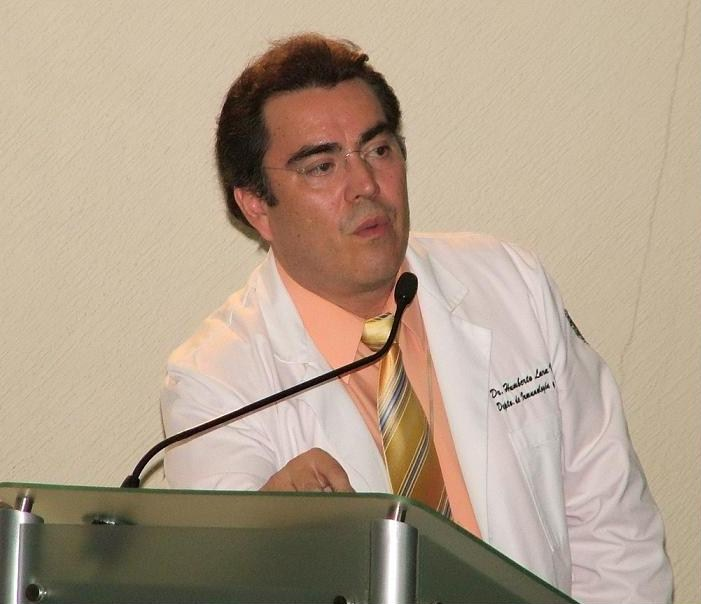
Humberto Lara Villegas, quien desarrolló la creación de un gel compuesto con nano particulares de plata que evita la entrada del VIH al sistema inmunológico.

En una investigación del especialista en nano partículas Humberto Lara Villegas se desarrolló la creación de un gel compuesto con nano particulares de plata que evita la entrada del VIH al sistema inmunológico y protege durante 72 horas; el cual fue desarrollado en colaboración con la Universidad de Texas. El antiviral ha sido probado en experimentos in vitro que simulan su reacción en tejidos vivos, donde midieron la toxicidad y su eficacia antiviral y se espera realizar pruebas con ratones en un futuro y posteriormente, una vez confirmada su eficacia, con seres humanos. Lara Villegas planea realizar las siguientes pruebas dentro de la Institución y apoyar el aprendizaje de los estudiantes durante su aplicación.

### Buscan detectar el dengue
Investigadores y alumnos trabajan en la creación de un Sistema de Diagnóstico por inmunocromatografía para el dengue. Esto es a través de una tira que revela resultados, similar a la del embarazo el cual permitirá ubicar, en caso de contagio, el nivel contraído.
“Estamos en la etapa en la que vamos a empezar a fabricar las banditas de colores, espero para el año que entra tener el prototipo; una vez teniendo el prototipo es cosa de comercializarlo”. Dijo Ramón Vidal Tamayo, encargado de este proyecto.

### Sustituyen combustible por hidrógeno

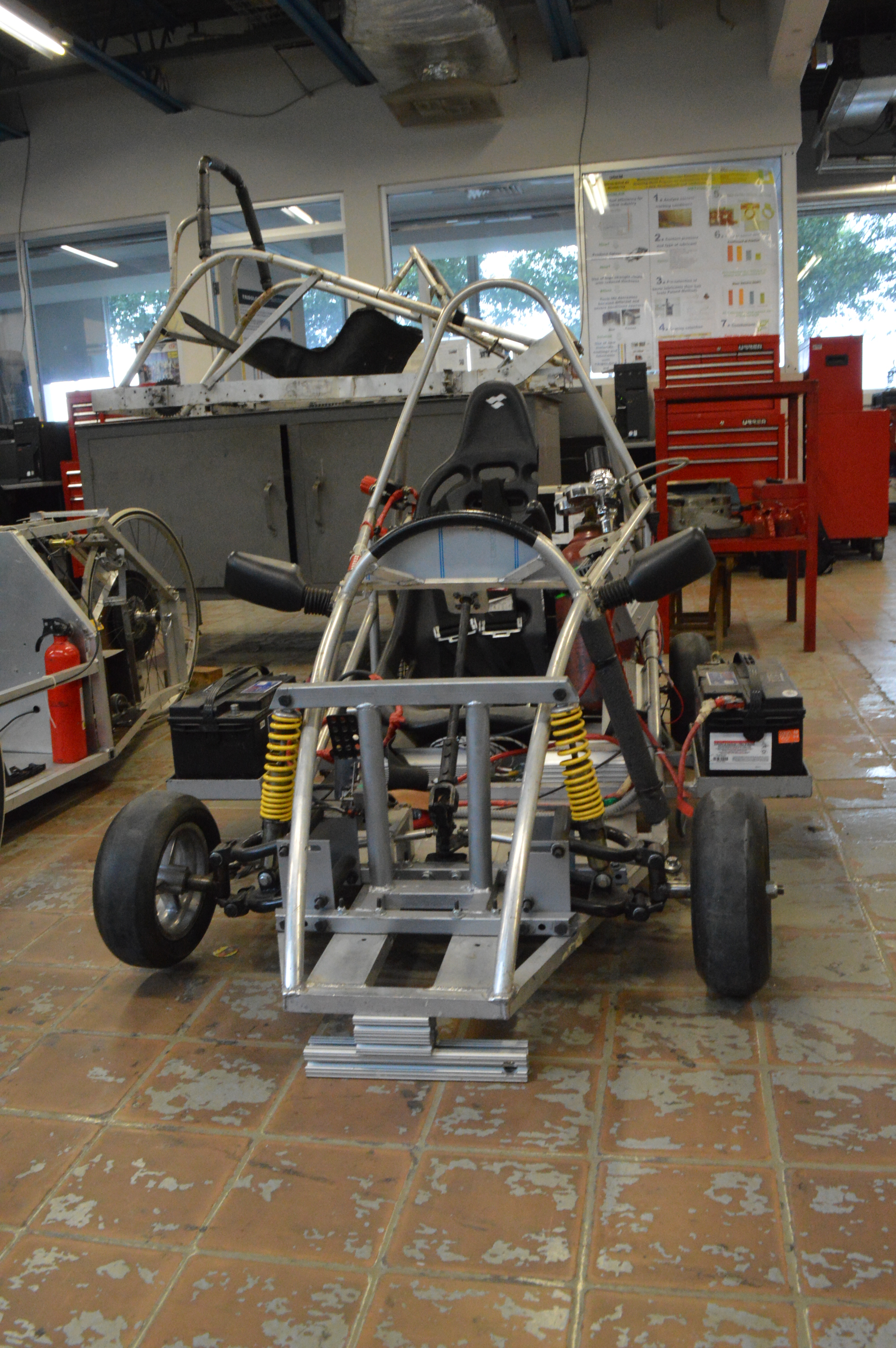
El primer vehículo en México impulsado 100 por ciento por hidrógeno.

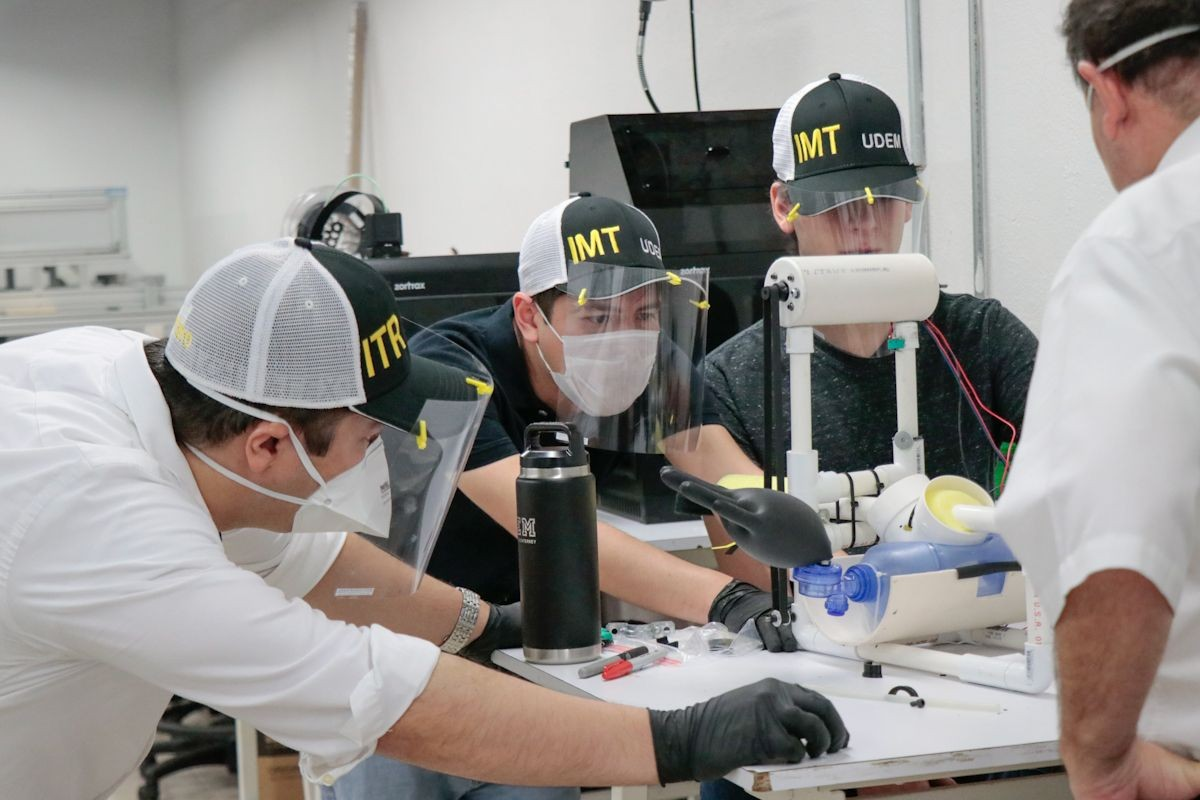
Desarrollan respirador "al alcance de todos"

El primer vehículo en México impulsado 100 por ciento por hidrógeno obtuvo el campeonato nacional en la Serie Electratón en 2011 (se probó con éxito en el campeonato 2012) y estrenó un sistema sin emisiones contaminantes. En pruebas alcanzó una velocidad promedio de 50 kilómetros por hora. El prototipo creado por los alumnos Rogelio Reséndiz Garza y Alfonso Carillo como Proyecto de Evaluación Final (PEF) para obtener el grado de Ingeniero en Mecatrónica contó con la colaboración de Federico Muñoz Alzaga, como practicante. El auto funciona con un tanque pequeño que contiene dos mil litros comprimidos de hidrógeno y una celda de hidrógeno de tres mil watts. Actualmente este carro tiene un valor de 250 000 pesos y se ubica en los laboratorios de Ingeniería.

### Desarrollan respirador “al alcance de todos”
La pandemia del COVID-19 revela la falta de respiradores a nivel mundial, cosa que pudo provocar un mayor número de muertes.
Por ello, un grupo de alumnos aprovechó su tesis para crear un respirador accesible. Comenzaron a trabajar el 18 de marzo de 2020. Su asesor, Raúl Quintero, profesor de la Escuela de Ingeniería de la Universidad de Monterrey, se inspiró en una publicación del 2010 del Massachusetts Institute of Technology que hablaba del procedimiento para hacer un respirador artificial por un precio bajo. Sin embargo, lograron mejoras que hacen que sea más fácil de hacer en el mercado mexicano y la situación de emergencia.

## Troyanos
Troyanos es el emblema de los equipos deportivos representativos de la UDEM. En 1975 el equipo de fútbol americano ingresó a la Liga Universitaria Intermedia Nacional y a la Liga Universitaria, participando en numerosos torneos universitarios y nacionales.
Entre 1980 y 1986 los Troyanos de fútbol americano fueron tricampeones de la Liga Universitaria Intermedia. A partir de 1987, ingresaron a la Liga B, ONEFA-NORTE, en 1993 concluyó su participación como campeón de la Liga de Fútbol Americano Estudiantil.
La Universidad cuenta con equipos representativos en: fútbol soccer y rápido, basquetbol, voleibol, rugby, atletismo, natación, taekwondo, tiro con arco y tenis; con los que se busca una formación integral.
Troyanos cuentan con un total de 43 campeonatos ganados en los últimos ocho años en sus diferentes ramas y categorías dentro de la Comisión Nacional Deportiva Estudiantil de Instituciones Privadas (Conadeip).
El deporte que más destaca en la universidad es el fútbol soccer y rápido para lo cual se cuenta con un convenio con el Club de Fútbol Monterrey que ofrece becas deportivas y el intercambio de jugadores del equipo representativo al profesional.
El rugby y el ajedrez son las disciplinas recientemente añadidas a la lista de deportes de la UDEM y lograron el segundo lugar en la primera temporada y el quinto puesto en el ranking nacional, respectivamente.
El logotipo de Troyanos fue modificado en 2012 por la exalumna de LDG Ana Lucía Montes Rocca.
Los Troyanos han ganado siete torneos consecutivos del Conadeip en nueve
disciplinas: soccer, Basquetbol, atletismo, natación, fútbol rápido, taekwondo,
y voleibol de sala y de playa.

## Espiritualidad y servicio
El Departamento de Espiritualidad Universitaria para el Servicio (DEUS) busca un encuentro entre la comunidad estudiantil, sus mismos integrantes y Dios, enfocándose en el alturismo y el servicio.
DEUS está dividido en cuatro áreas: Cursos Cocurriculares, Grupos Apostólicos, Centro Misionero Universirario y Actividades, Eventos y Servicios. La más importante son las misiones nacionales e internacionales, con los destinos de Kenia y Perú, además el Centro Misionero Universitario ofrece un diplomado en Educación para la Paz.
El departamento trabaja con 30 grupos cocurriculares para los alumnos que buscan en sus clases este tipo de encuentros, además de encargarse de celebrar la liturgia, las misas de todos los días a las 13:00 horas y ofrecer los sacramentos del Bautismo, la primera comunión y confirmación para alumnos, colaboradores e hijos.

## Difusión cultural
A través de los cursos cocurriculares y de los espectáculos de música, danza y teatro, el Departamento de Difusión Cultural promueve que los jóvenes participen en actividades artísticas para desarrollar habilidades como el autoconocimiento, la autoconfianza, la comunicación y el trabajo en equipo.
Tanto estudiantes de bachillerato como de profesional pueden involucrarse en los cursos y proyectos en alguna de las cuatro áreas que se ofrecen: artes escénicas, artes visuales, artes literarias y artes musicales.
Las actividades de alto desempeño que ofrece el departamento son: Obra de teatro: lo mejor de la dramaturgia universal, Comedia musical: al estilo Broadway, Voces UDEM: concierto de voces, danza y música en vivo, Dance group: una combinación de jazz y hip hop con un toque de contemporáneo y La Tropa UDEM: grupo de danza contemporánea.

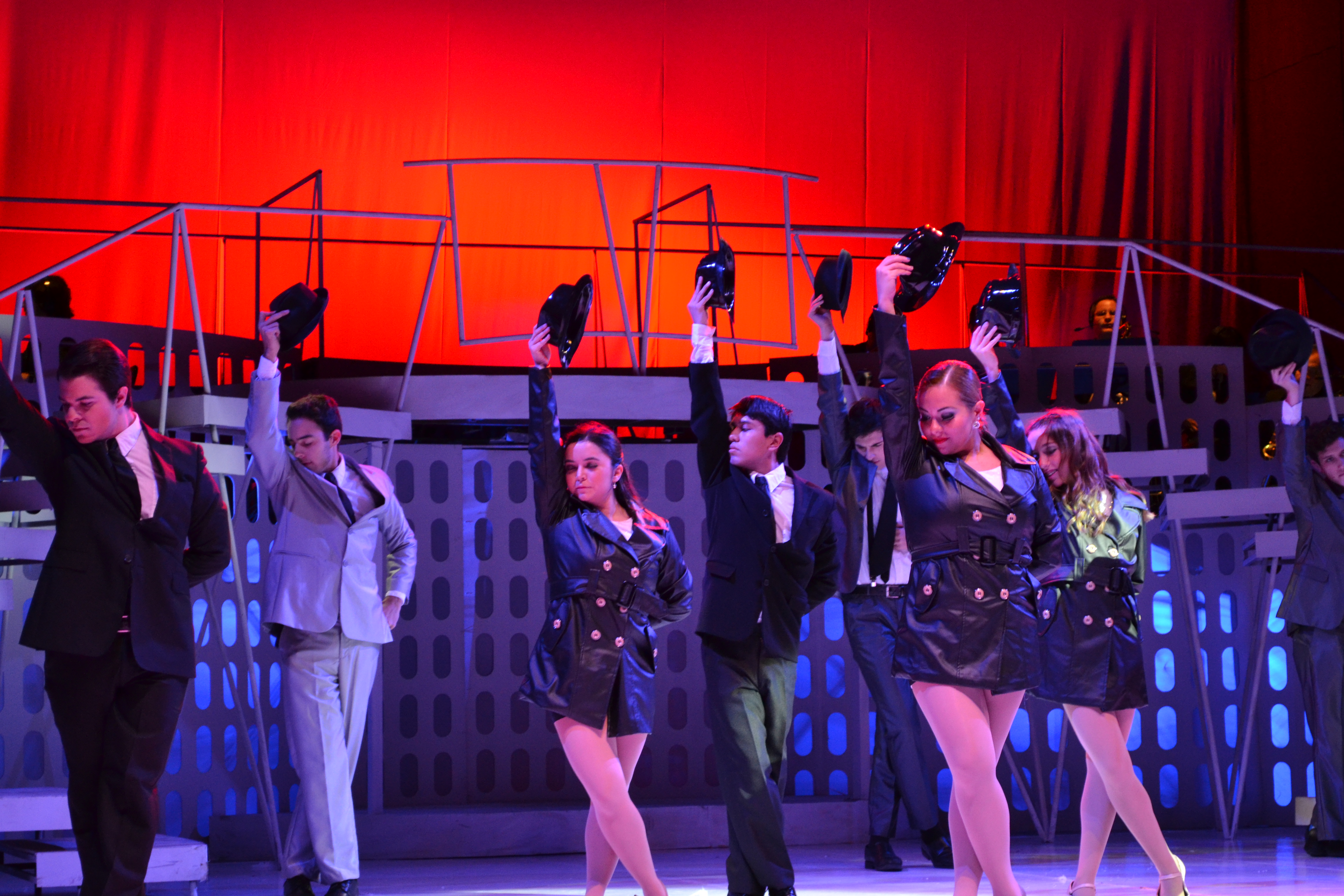
Comedia musical

Más allá de la formación de actores, bailarines, cantantes o músicos destacados, se busca que los estudiantes desarrollen su sensibilidad para apreciar las expresiones artísticas y las integren como parte importante de su vida.

## Liderazgo

### CELES UDEM
El Centro de Liderazgo Estudiantil tiene la misión de generar opciones de desarrollo en competencias de liderazgo, impulsando el potencial del estudiante para que transforme la sociedad y trascienda en ella. CELES está dedicado a contribuir a la formación de nuestros estudiantes como Líderes Transformadores.

### Grupos Estudiantiles
Fomentar la participación de los estudiantes a través de la estructura de grupos estudiantiles es una estrategia del CELES para la formación de líderes de alto rendimiento en el ámbito cívico-político. Estos grupos de estudiantes se constituyen con diferentes intereses. Estos grupos viven un proceso formativo que incluye: un proceso de capacitación, la campaña electoral, el proceso de elecciones, la toma de protesta y su año de gestión, durante el cual cuentan con un seguimiento cercano para asegurar su desarrollo como líderes transformadores.

### FEUDEM
Máximo organismo de representación estudiantil, que buscan servir y trabajar como vínculo con las autoridades de la universidad, fomentar el sentido de pertenencia y concretar la realización de diversos proyectos estudiantiles.

## Centros

### Centro de Tratamiento e Investigación de la Ansiedad (CETIA)

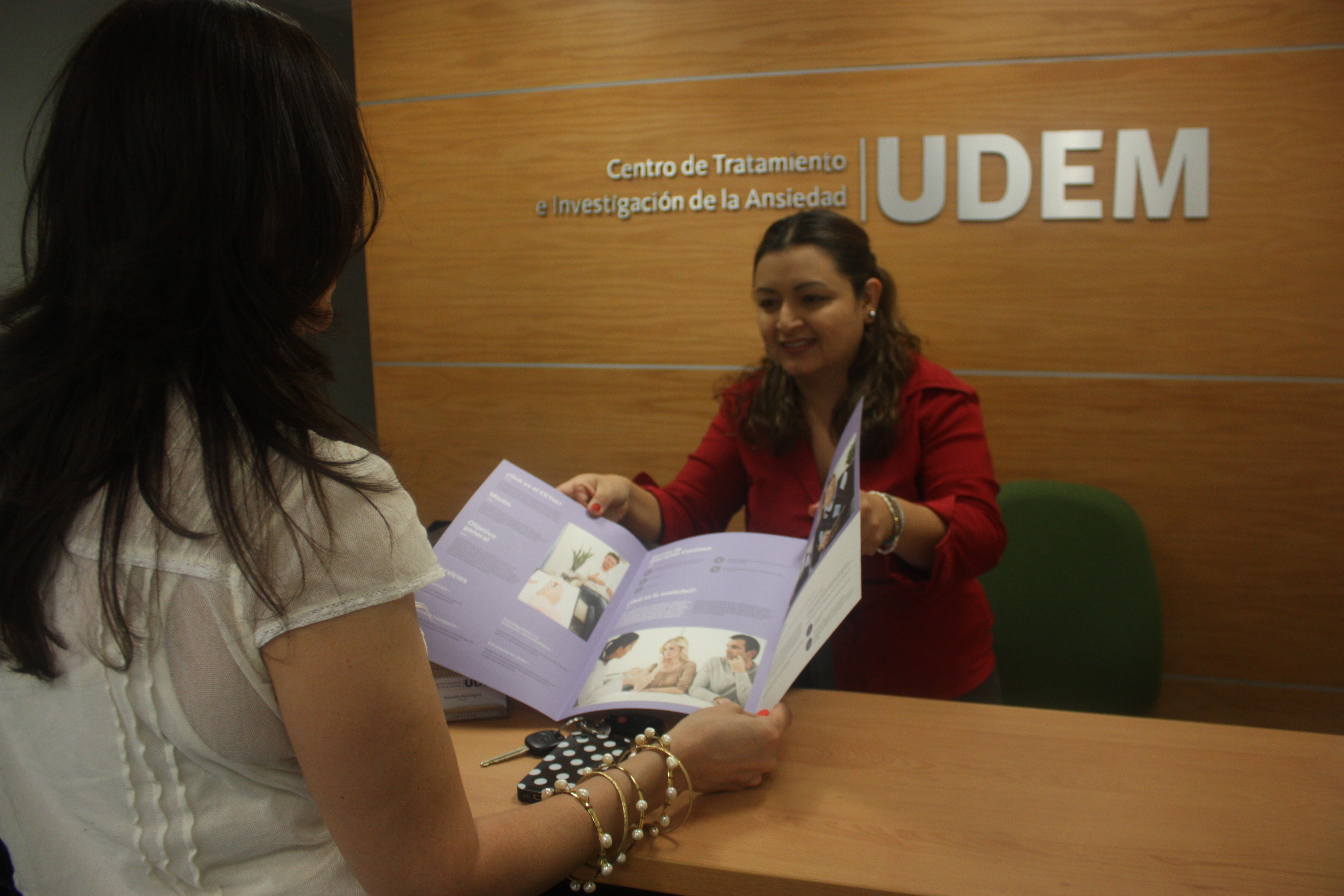

Conformado por psicólogos terapeutas para la atención psicológica individual, de pareja, familiar y grupal para atender el trastorno de la ansiedad, particularmente el obsesivo compulsivo. Este centro está abierto a toda la comunidad de la zona metropolitana de Monterrey ofreciendo servicios hospitalarios, atención en el sistema educativo y la política social.

### Centro de Estudios sobre el Bienestar (CEB)
Monitorea la calidad de vida en comunidades e instituciones educativas además de realizar estudios del tema en el ámbito laboral. Cuenta con una iniciativa de estudiantes para promover la felicidad entre los universitarios llamada Happy Club.

### Centro de Incubación y Desarrollo Empresarial (Cidem)
Ofrece asesoría, consultoría y capacitación a personas que deseen ser dueños de micro, pequeñas y medianas empresas. En el 2010 recibió el premio al mejor centro de desarrollo de pequeños negocios en México (SBDC Mx. Por sus siglas en inglés) otorgado por la Asociación Mexicana de Centros para el Desarrollo de la Pequeña Empresa.

### Centro de Innovación en Diseño de Empaque ABRE

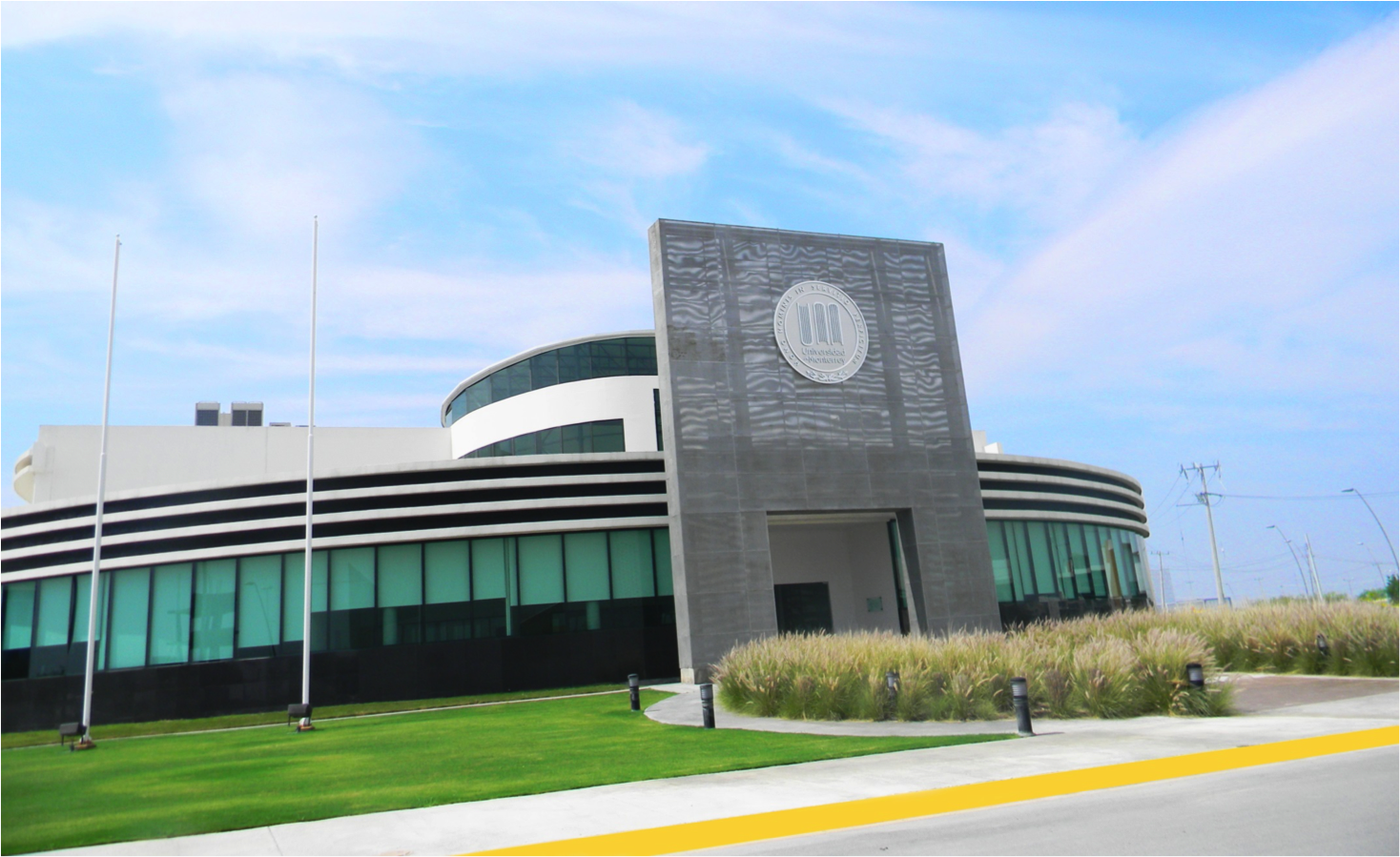
Centro ABRE ubicado en Apodaca

Realiza proyectos de consultora en reducción de costos, optimización de materiales y diseño de envolturas. Cuenta con laboratorios de diseño estructural, prototipos, simulación de transporte y usabilidad que permiten el análisis de resistencia, optimización del envase durante su movimiento de la fábrica al anaquel, la medición del atractivo del producto y su posición en el estante.
Fue reconocido por la Asociación Internacional de Tránsito Seguro, encargada a nivel mundial de la validación de empaque para distribución, como una de las instancias para certificar pruebas de transporte.

### Centro de SOStenibilidad
Es reconocida a nivel “bronce” por la Asociación para el Desarrollo de la Sostenibilidad en la Educación Superior, atiende las tres dimensiones de desarrollo sostenible: economía, ecología y equidad a través de diplomados, fomento de huerto urbano, cálculo de la huella ecológica del campus, gestión y separación de residuos sólidos, entre otros, además ofrece apoyo a comunidades rurales en el municipio de Iturbide, Nuevo León.

### Centro de Diagnóstico Molecular y Medicina Personalizada
El Centro De Diagnóstico Molecular y Medicina Personalizada de la UDEM cuenta con un Laboratorio de Bioseguridad Nivel III que maneja microorganismos involucrados en el desarrollo de investigaciones para la elaboración de nuevos medicamentos o vacunas para enfermedades como el virus de la influenza, bacterias de tuberculosis de alto nivel de resistencia y pseudomonas.
Este laboratorio está acreditado ante la compañía estadounidense TT Goettings que trabaja bajo los lineamientos marcados por Disease Control and Prevention (enlace roto disponible en Internet Archive; véase el historial, la primera versión y la última). y es una suma junto con los otros dos o tres laboratorios de bioseguridad existentes en el país.
En este laboratorio, se han desarrollado pruebas para detectar la tuberculosis por medio de muestras de sangre y cultivos de flema.

### Centro de Política Comparada y Estudios Internacionales
Fundado en el semestre otoño 2013, el Centro de Política Comparada y Estudios Internacionales, fue creado con el fin de brindar un foro de discusión y análisis para el Departamento de Ciencias Sociales, por los profesores Fernando Chinchilla y Philippe Stoesslé.

### Centro de Empresas Familiares
El centro, pionero en Monterrey desde 1999, es para familias empresarias que deseen preservar su legado y buscar el apoyo que se les brinda para dar continuidad a sus organizaciones a través de la unión, el compromiso y la transformación de la familia.

### Centro de Estudios Históricos
Registrado como Centro de Investigación Histórica ante el Consejo Nacional para la Cultura y las Artes (Conaculta), fue reconocido por la Ley del Patrimonio Cultural de Nuevo León como acervo de datos de la época colonial, como uno de los únicos espacios en México con información histórica del noreste del país y el sur de Estados Unidos entre los siglos XVI y XIX.

### Oficina de Gestión de la Propiedad Intelectual
Desde la protección de marcas y patentes de invención hasta el asentamiento de derechos de autor y licencias de uso y explotación, los servicios que ofrece la Oficina de Gestión de la Propiedad Intelectual ubicada en la UDEM, contribuyen al desarrollo económico y social de la comunidad e implementa mejoras en la aplicación de la propiedad intelectual.

## Centro de Liderazgo y Desafío ¡Lánzate!

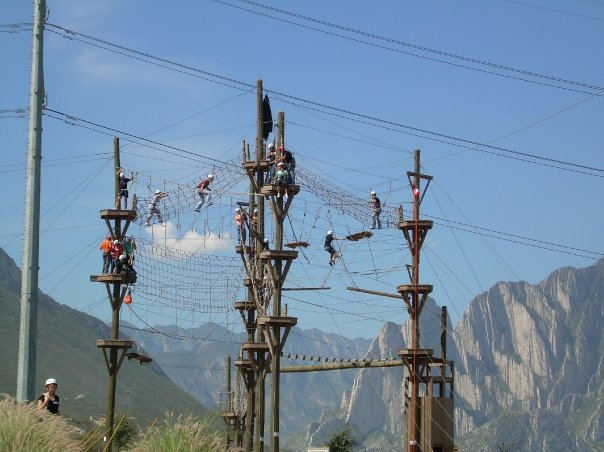
Centro Lánzate

Es un enorme laboratorio vivencial que permite desarrollar competencias, al enfrentar situaciones de reto físico y emocional, exigiéndo nuevos comportamientos, decisiones acertadas y habilidades de trabajo en equipo, comunicación, planeación y ejecución. Fue creado para fomentar la educación experiencial y la cultura ecológica. Cuentan con cursos de cuerda, que incluyen rapel y escalada. Además, ofrecen programas y campamentos nacionales e internacionales.
Los cursos y actividades están abiertos para cualquier alumno de la UDEM, grupo externo o colaboradores e inclusive también para exalumnos y empresarios que quieran experimentar y pertenecer al Programa de Liderazgo Transformador.
El Centro de Liderazgo y Desafío ¡Lánzate! Comenzó sus funciones el 8 de septiembre de 2007 y fue construido bajo los estándares de la ACCT (Association for Challenge Course Technology), la cual regula los estándares de calidad en este tipo de instalaciones, y cuenta con instructores certificados internacionalmente. El diseño de los programas fue hecho sobre la base de los lineamientos definidos por la Asociación para la Educación Experiencial (Association for Experiential Education: AEE), organismo certificador de programas de aprendizaje experiencial a nivel internacional.
El diseño arquitectónico es de Enrique Abaroa, y el diseño de los elementos de reto es de Challenge Towers, líder internacional creador del "Discovery Course", que ofrece 24 retos y es una pieza de la que hay sólo cuatro en el mundo y es la única en México.

## Agencia Informativa UDEM

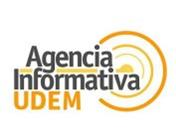
Logotipo.

Es el laboratorio de las clases de Periodismo (Mundial, Informativo, de Opinión y Multimedia) del Programa de Ciencias de Información y Comunicación en donde más de 100 reporteros en formación, desarrollan habilidades de monitoreo, redacción, edición, fotografía y diseño de páginas impresas y electrónicas, así como la producción de un noticiero radiofónico y una base de datos periodística.
Fundada en 1996, la Agencia Informativa UDEM tiene ocho mil noticias e investigaciones publicadas en diferentes medios de comunicación y 42 400 resultados en el buscador Google hasta el 2011.
El Nuevo Foro es el periódico impreso donde los periodistas en formación difunden el quehacer universitario desde hace 26 años. Desde el 2009, la Agencia difunde en tiempo real sobre la vialidad del campus y los eventos noticiosos a más de 979 seguidores a través de su cuenta de Twitter @AgenciaUDEM
Más de 500 noticias son producidas y redactadas por los alumnos de Periodismo Informativo durante cada semestre ya sea publicando en el micrositio de la página institucional UDEM, (hipervínculo) en diferentes medios de comunicación, en su noticiero de radio semanal o en su periódico universitario Nuevo Foro.
|                                                    |
| Laboratorio de Redacción de la Agencia Informativa |

|                                   |
| Nuevo Foro y mural de fotografías |

|                            |
| Cabina de Nuevo Foro Radio |

|                                                  |
| Centro de Información de la Agencia Informativa. |

|                                   |
| Alumnos de Periodismo Informativo |

La Agencia Informativa UDEM, laboratorio de las clases de Periodismo de
LCIC, produce el periódico Nuevo Foro, el Monitoreo de Medios y Noticias, y
publica las notas que aparecen en la pantalla electrónica del sombreado.

## Laboratorio de Estudios Bursátiles y Financieros (LFI)
El Laboratorio de Estudios Bursátiles y Financieros de la UDEM es donde los alumnos de Licenciatura en Finanzas Internacionales (LFI) y de Contaduría y Finanzas (LCF) pueden utilizar softwares como Matlab, Bloomberg y @risk y así realizar investigaciones bursátiles, medir y evaluar riesgos financieros, analizar el comercio de capital y desarrollar un lenguaje de programación.
Para conocer el funcionamiento y operación de los mercados de valores, los alumnos manejan dentro del laboratorio simulaciones de compra y venta de acciones de tiempo real en Stocktrack y a través de Barra Portafolio Management, pueden conocer cómo el cliente toma decisiones financieras.

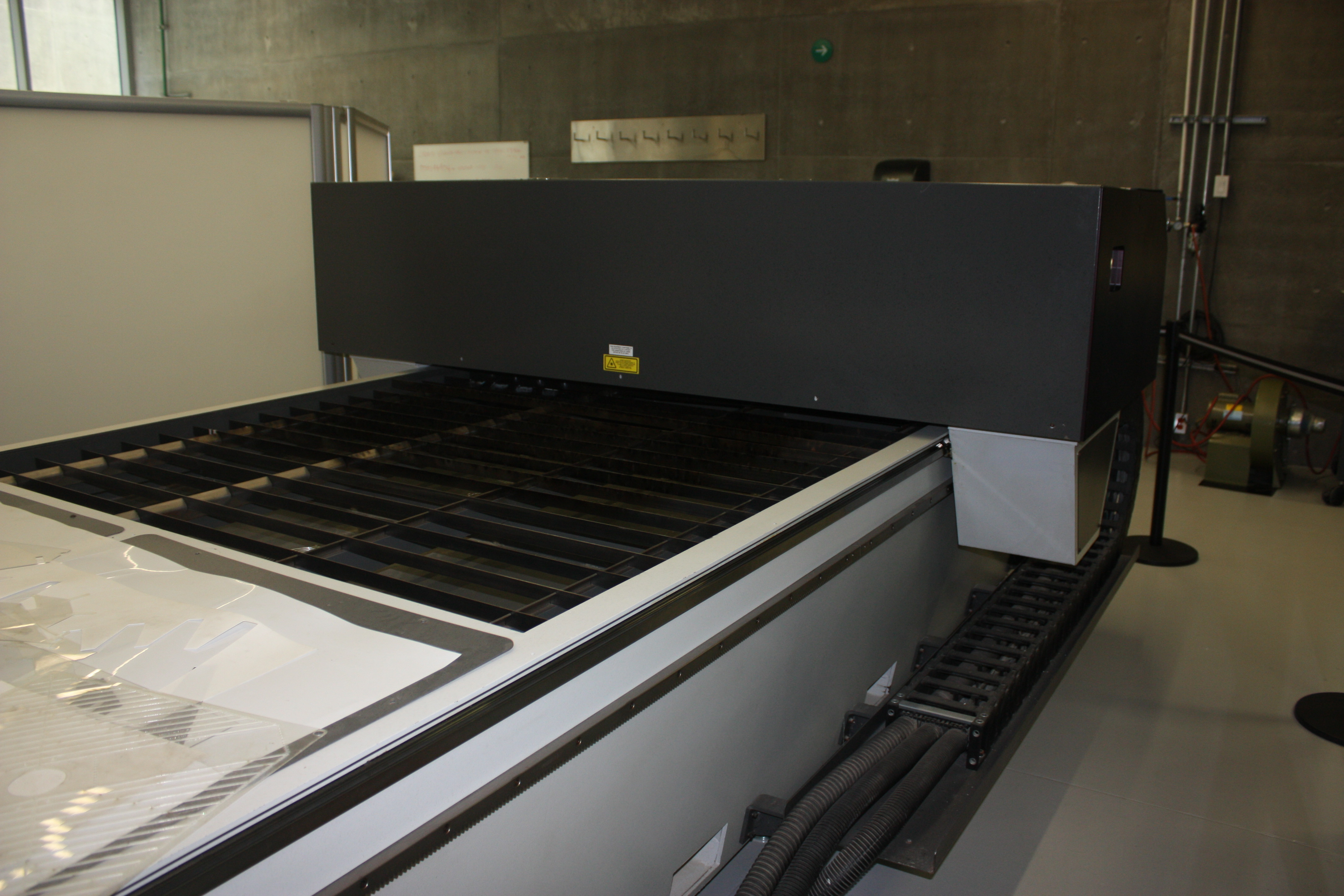

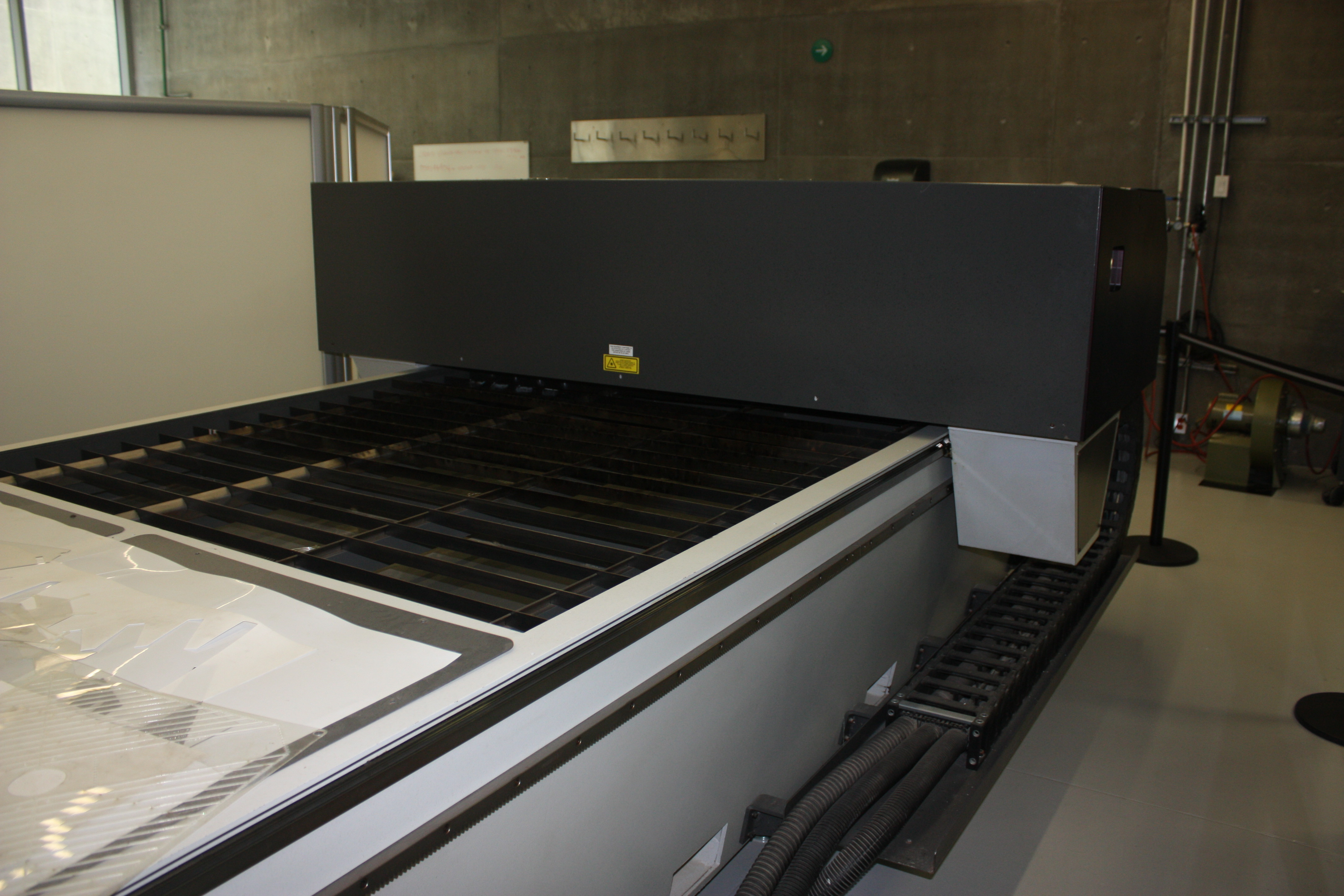
Laboratorio de Corte Digital

## Laboratorio de Corte Digital
En el Laboratorio de Corte Digital que se encuentra dentro del Centro Roberto Garza Sada (CRGS),
está la máquina que traspasa desde vidrio hasta mármol y cemento a base de chorros de agua.
Cerca de 200 piezas diarias se fabrican en temporadas de exámenes como maquetas, piezas de arte y telas que son previamente programadas en las computadoras mediante archivos digitales.
La máquina corta, hace alto y bajo relieve y según el espesor del producto, el chorro de agua se mezcla con abrasivo

## Laboratorio de Tribología
El Laboratorio de Tribología está enfocado en los estudios de fricción y desgaste de la maquinaria, el cual es el único laboratorio Mexicano especializado en mejorar la vida útil de las herramientas involucradas en los procesos transformativos de la industria metal-mecánica. Entre los equipos que los alumnos utilizan se encuentran: máquina universal de cuatro bolas, de block-on-ring, de pin-on-disk y el espectrómetro. Algunas de las empresas que solicitan los servicios de este laboratorio: Metalsa, Ternium y John Deere.

## Sala de Juicios Orales
En octubre de 2012 fue inaugurada la Sala de Juicios Orales, la cuarta sede judicial alterna del Poder Judicial. Esta sala es un espacio certificado para la realización de juicios orales reales desahogados por las autoridades judiciales competentes. Asimismo, funciona como aula para los alumnos de la Licenciatura en Derecho (LDE), quienes realizan simulaciones con el Nuevo Sistema de Justicia Oral y además toman en esta sala un total de 17 clases.
La inversión por parte la dirección de Derecho y Ciencias Sociales fue aproximadamente de 2 millones de pesos, lo que implicó adaptar los sistemas de comunicaciones de la sala a los estándares del Poder Judicial de Nuevo León.

## Laboratorio de Medios
La UDEM cuenta con el Laboratorio de Medios, estudio de radio, cine y televisión inaugurado en 1990, el cual está equipado con una cabina de producción y espacio escenográfico, para la realización de proyectos que demanda la Licenciatura en Ciencias de la Información y Comunicación (LCIC) y la Licenciatura de Producción Cinematográfica Digital (LPCD). En el laboratorio se encuentran seis cabinas destinadas al trabajo de posproducción, las cuales cuentan con un software profesional. Por otro lado se ubica una cabina especializada en la grabación de voz y en la creación de música. Entre las herramientas utilizadas por los alumnos se encuentran: cámaras de formato profesional, micrófonos inalámbricos, iluminación profesional y cámara con sistema de teleapuntador para la realización de las prácticas académicas.
Dentro del Laboratorio de Medios se localiza Radio UDEM, única radio difusora en el país con transmisión ininterrumpida a través del 90.5 FM, basada en el modelo de radio-escuela con diseño de programación realizado por estudiantes.
|                                                  |
| Centro de Medios de la Universidad de Monterrey. |

|                                                            |
| CEDEM, laboratorio de clases de Televisión y Cine de LCIC. |

|                         |
| Laboratorio de edición. |

|                            |
| Cámaras con teleapuntador. |

|                               |
| Switcher ubicado en el CEDEM. |

## Radio UDEM
Con tres mil watts de potencia y un horario ininterrumpido XHUDEM 90.5 FM Radio UDEM es la única radiodifusora universitaria en el país basado en el modelo de radio-escuela y con transmisión abierta a la comunidad.
Con un diseño de programación realizada por los estudiantes de Géneros y Producción radiofónica, se forma a profesionales que participan en todo el proceso de emisión, desde la planeación, preproducción, operación, conducción y realización de los programas.
El 8 de septiembre de 1994, Radio UDEM realizó su primera transmisión con 1000 watts de potencia y para el 2005 aumentó a 3,000 y con ello se amplió sus programas y horarios de trasmisión los 365 días del año. Desde el 2006 trasmite por Internet.

## Incubadora de Negocios UDEM
El Centro de Incubación y Desarrollo Empresarial (CIDEM) es un centro especializado de la UDEM que brinda asesoría, capacitación y acceso a redes a actuales y potenciales emprendedores. Se crea el CIDEM en el 2005 y es el primer centro certificado a nivel nacional y América Latina con el modelo SBDC Mx, transferido a la Asociación Mexicana de Centros para el Desarrollo de la Pequeña Empresa (AMCDPE) y por la Small Business Association (SBA) de los Estados Unidos.

## UDEM OpenCourseWare
A través del proyecto OCW Consortium, a partir del 2007, la UDEM pone a disposición de profesores y estudiantes de cualquier parte del mundo una colección de cursos por Internet de libre acceso, con contenidos que forman parte de los programas de estudios superiores que ofrece la universidad. De esta manera, la UDEM espera contribuir con la responsabilidad global de educar y servir a al comunidad.

## Apoyo a la Comunidad

### Jóvenes Altruistas Pensando En México
Jóvenes Altruistas Pensando En México "Jälpem", es una Asociación estudiantil cuya misión es unir el trabajo de las diferentes carreras de la Universidad de Monterrey y encaminar las capacidades a fin de colocarlas al servicio y a la disposición de los sectores menos favorecidos. Inspirados por el deseo de ayudar, estudiantes de las carreras de Medicina, Odontología, Psicología y otros voluntarios, organizan las “Brigadas Jälpem”; encaminadas a brindar apoyo dentro de los cuatro ejes fundamentales para el desarrollo físico y mental de la sociedad: Salud, Educación, Vivienda y Alimentación. A través de más de diez años de trayectoria en la UDEM, ha logrado impactar favorablemente en diversos aspectos, ha incrementado la presencia social de la niversidad y ha conseguido brindar apoyo médico, psicológico y dental a más de 8,200 personas desde su fundación.

### Brigadas Médicas
Brigadas Médicas UDEM es un grupo de alto desempeño dedicado a la prevención de accidentes y apoyo a la comunidad UDEM durante eventos, así como prácticas y apoyo a Protección Civil y Cruz Roja.

### Fraternidad Internacional de Medicina Phi Delta Epsilon
Phi Delta Epsilon es una fraternidad que tiene como misión crear médicos de integridad con un compromiso de por vida a nuestros principios de filantropía, deidad y educación por medio del compañerismo, el servicio, asesoramiento y formación en liderazgo, ciencia y ética.
La UDEM es la única universidad de todo México que cuenta con un capítulo de esta fraternidad (Capítulo Epsilon Alpha).
PHI DELTA EPSILON es una fraternidad de tipo profesional enfocada en medicina y tiene más de 40 capítulos por todo el mundo.

### Centro de Salud y Desarrollo (Cesade)
Desde hace más de 20 años el Centro de Salud y Desarrollo (Cesade) se creó para ofrecer programas que atendieran las necesidades en el área de salud, psicología y educación a las comunidades de escasos recursos en San Pedro y Santa Catarina.
Cesade está conformado por un equipo interdisciplinario de alumnos prestadores de Servicio Social, coordinados por profesionales en distintas áreas y académicos de la Universidad, que en conjunto buscan el desarrollo integral de cada individuo en servicios profesionales, de muy bajo costo.
Estos centros tienen tres sedes: San Pedro, La Esperanza y la Cima en los municipios de San Pedro y Santa Catarina, Nuevo León.

### Centros Autogestivos de Educación Inicial (CAEI)
A través de los Centros Autogestivos de Educación Inicial, la UDEM ha brindado por más de 15 años una alternativa educativa a niños de tres y cuatro años en colonias de escasos recursos.

### Campamento de verano
Durante más de 20 años la UDEM ha ofrecido alternativas recreativas y formativas para el aprovechamiento del tiempo libre de más de dos mil niños y madres de familia de colonias de escasos recursos. Estos cursos principalmente ofrecidos en julio son organizados e impartidos en cinco sedes por alumnos de Servicio Social.

### Enactus Universidad de Monterrey
Capítulo estudiantil dedicado a la generación de progreso a través de proyectos de emprendimiento social. Enactus está presente en 1,600 universidades ubicadas en más de 36 países con cerca de 70,000 estudiantes trabajando.

## Acreditaciones
La UDEM cuenta con las siguientes acreditaciones nacionales e internacionales.
- AACBS (Association to Advance Collegiate Schools of Business)
- ACCECISO (Asociación para la Acreditación y Certificación de Ciencias Sociales)
- AMIESIC (Asociación Mexicana de Instituciones de Educación Superior de Inspiración Católica)
- CACECA (Consejo de Acreditación en la Enseñanza de la Contaduría y Administración, A.C.)
- CACEI (Consejo de Acreditación de la Enseñanza de la Ingeniería)
- CNEIP (Consejo Nacional para la Enseñanza e Investigación en Psicología)
- COMAEM (Consejo Mexicano para la Acreditación de la Educación Médica)
- CONAC (Consejo de Acreditación de la Comunicación)
- CONACE (Consejo Nacional para la Acreditación de la Ciencia Económica)
- College Board
- FIMPES (Federación de Instituciones Mexicanas Particulares de Educación Superior)
- IBO (Organización del Bachillerato Internacional)
- SACSCOC  (Southern Association of Colleges and Schools)
- TEMPR (Tribunal Examinador de Médicos de Puerto Rico)